# RKO
RKOピクチャーズ（RKO Pictures）または単にRKO（RKO）は、アメリカの映画・テレビ・舞台製作会社で、現在はConcordが所有している。元の化身は、RKOラジオ・ピクチャーズ（RKO Radio Pictures, Inc.）として、ハリウッドの黄金時代における「ビッグファイブ」映画スタジオの1つであった。1928年10月、キース＝アルビー＝オルフェウム劇場チェーンとジョセフ・P・ケネディのフィルム・ブッキング・オフィス・オブ・アメリカスタジオが、ラジオ・コーポレーション・オブ・アメリカ（RCA）の管理下で統合され、RKOは誕生した。RCAの幹部であるデイヴィッド・サーノフがこの合併を計画し、同社のフィルム音声技術RCAフォトフォン」の市場を作り出すことを目指した。1929年初頭には、RKO（ラジオ＝キース＝オルフェウムの頭字語）の名で製作が開始された。2年後、ケネディのもう一つの企業であるパテ・スタジオがこの事業に統合された。1940年代半ばまでに、RKOは投資家フロイド・オドラムの支配下にあった。
RKOは、1930年代半ばから後半にかけてのフレッド・アステアとジンジャー・ロジャースが主演するミュージカルの一連の作品で長く知られている。女優キャサリン・ヘプバーンや、後にはロバート・ミッチャムもこのスタジオで初の大きな成功を収めた。ケーリー・グラントも長年にわたりRKOの主力であり、同社が代表するスクリューボール・コメディの重要な作品に数多く出演した。プロデューサーのヴァル・リュートンによる低予算ホラー作品や、現在ではフィルム・ノワールとして知られる分野への多くの試みは、後に映画評論家や歴史家によって高く評価されるようになった。また、映画史において最も有名な作品の一つである『キング・コング』や、オーソン・ウェルズが製作・監督・主演を務めた『市民ケーン』を製作したことで知られている。RKOは、『素晴らしき哉、人生!』や『汚名』などの注目すべき共作作品も手掛け、ウォルト・ディズニーや独立系プロデューサーのサミュエル・ゴールドウィンによる多くの名作映画を配給した。トップスターや監督との契約で財政的に競争することが難しかったが、RKOの裏方スタッフには、作曲家のマックス・スタイナー、撮影監督のニコラス・ムスラカ、デザイナーのヴァン・ネスト・ポルグラースなど、優れた人物が揃っていた。
1948年、破天荒な実業家ハワード・ヒューズがRKOを買収した。彼の管理下で数年間の混乱と衰退を経た後、1955年にはゼネラル・タイヤ・アンド・ラバー・カンパニーに買収された。すぐに、メジャースタジオとして初めて自社のフィルム・ライブラリのテレビ放映権を大量に販売するという新たなビジネスの道を切り開いた。元のRKOピクチャーズは1957年に製作を終了し、2年後には事実上解散した。1978年には、その後継企業である放送局RKOゼネラルが製作子会社RKOピクチャーズ・インク（RKO Pictures Inc.）を設立し、3年後には最初の作品を公開して劇場ブランドを復活させた。1989年には、残っていた資産、スタジオの商標、および多くのRKOクラシック映画のリメイク権と共に、この事業は新しい所有者に売却され、小規模な独立系企業RKOピクチャーズLLC（RKO Pictures LLC）が設立され、2025年にConcord Originalsに買収されるまで、35年間独立して運営された。

## 起源
1927年10月、ワーナー・ブラザースは史上初の長編トーキー映画『ジャズ・シンガー』を公開した。この作品の成功により、ハリウッドはサイレント映画からトーキー映画の製作へと一斉に移行することとなった。ラジオ・コーポレーション・オブ・アメリカ（RCA）は、RCAの親会社であるゼネラル・エレクトリックによって最近開発された先進的な光学式サウンド・オン・フィルムシステム、フォトフォンを保有していた。しかし、RCAがトーキー映画のブームに参入するには、大きな障害があった。ワーナー・ブラザースやフォックスなどのハリウッドの先端を行くトーキースタジオは、すでにAT&Tのウェスタン・エレクトリック部門の子会社であるERPIと財政的・技術的な提携を結んでいた。また、業界最大手のパラマウントとロウズ/MGM、サイレント時代の「ビッグスリー」の1つであったが当時は衰退していたファースト・ナショナル・ピクチャーズ、さらにユニバーサル・ピクチャーズも、ERPIのヴァイタフォンとムービートーンシステムを使用してサウンド変換を行う契約を結ぶ準備をしていた。

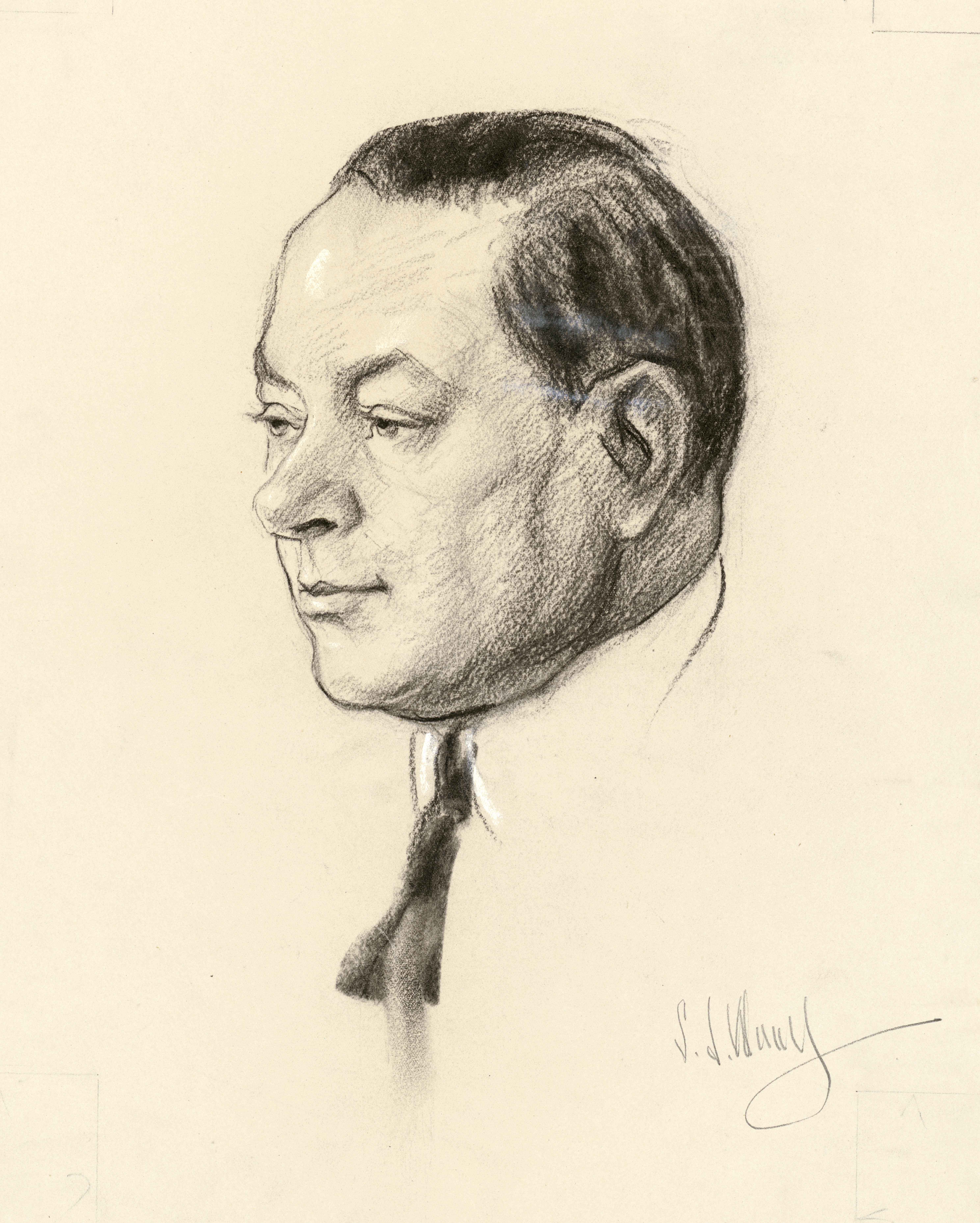
デイヴィッド・サーノフ（1929年）、サミュエル・ジョンソン・ウルフ作、ナショナル・ポートレート・ギャラリー蔵

当時のRCAのゼネラルマネージャーであったデイヴィッド・サーノフは、フォトフォンの顧客を探しており、1927年末に資本家ジョセフ・P・ケネディに対して、彼のフィルム・ブッキング・オフィス・オブ・アメリカ（FBO）でこのシステムを使用する提案を行った。前年、ケネディ率いる投資グループは、低予算の作品に特化した小規模なスタジオであるFBOを買収しており、それを着実に利益を上げる企業に成長させていた。交渉の結果、RCAはFBOの大株主となった。サーノフはすでに、フォトフォンの収益を最大化するために、同スタジオを映画業界の中心的な地位に引き上げる計画を構想していたようだ。次のステップは、主要なハリウッド製作会社が所有するような映画館チェーンを確保することであった。ケネディは、そうした買収の可能性を模索し始めた。同時期、当時衰退しつつあったライブのヴォードヴィルを中心としたキース＝アルビーとオルフェウムの劇場は、映画ビジネスへの転換を図っていた。1926年、彼らは中小規模の映画スタジオであるプロデューサーズ・ディストリビューティング・コーポレーション（PDC）の持株会社の50%の株式を取得していた。著名な監督であるセシル・B・デミルがスタジオの責任者であり、同社のカルバーシティの製作施設を所有していたが、彼の豪華な作品が会社の資金を圧迫しており、映画が主に大手が独占する一流映画館に入るのも困難な状況であった。1927年初頭、数か月にわたるデミルの激しい反対にもかかわらず、PDCと、ニュース映画や低予算短編映画の量産で知られる低ランクのスタジオであるパテとの合併が合意された。投資銀行家のエリシャ・ウォーカーのブレア＆カンパニーがパテの支配株主であり、キース＝アルビーのゼネラルマネージャーであるジョン・J・マードックをスタジオの社長として迎え入れた。1928年1月、マードックによって円滑な合併が成立し、キース＝アルビー＝オルフェウム（KAO）劇場チェーンが設立された。パテの財政が厳しい状況にあったため、ウォーカーの促しでマードックはケネディに協力を依頼し、PDCとの統合を進めた。両者は、ヴォードヴィルの帝王と呼ばれたエドワード・アルビーを排除するという共通の目標を見出していた。サーノフの新しい大手スタジオ設立のビジョンが次第に明確になり、ケネディとウォーカーも同様の考えを抱いていた。
マードックの支援とブレア＆カンパニーの後ろ盾を得たケネディは、迅速に行動を起こし、KAOとFBOを相互に結びつけるための動きを始めた。彼は、劇場チェーンに対して自身のスタジオの大規模な持ち分を売却する一方で、KAOの株を大量に購入していった。数か月以内に、ケネディは新たに設立された劇場チェーンの取締役会の議長に就任した。KAOの社長であったアルビーが彼のオフィスを訪れた際、ケネディは「知らなかったのか、エド。君はもう終わりなんだ」と言ったと伝えられている。4月、デミルは多額の退職金を受け取り、年内にはMGMと3本の映画契約を結んだ。サーノフとケネディは、RCAの資金とKAOの有価証券で設立される持株会社についての話し合いを開始したが、FBOとパテで進行しているフォトフォンの作業費用の支払いをケネディが渋ったため、計画は停滞した。さらに、ERPIと提携したファースト・ナショナルというスタジオがケネディに再編の協力を求めたことで、サーノフとの関係は一層緊張し、フォトフォンが業界から完全に締め出される危険性が高まった。ケネディのファースト・ナショナルとの契約は数週間で破綻したが、RCAの幹部であるサーノフは、今こそ行動を起こす時だと判断した。
9月、ケネディがヨーロッパを旅行している間、サーノフは、ブレア＆カンパニーが今や大規模な投資を行っていたKAOをRCAの管理下で映画配給オフィス（FBO）と統合するために、ウォーカーとの交渉を開始した。月末にケネディが帰国するとすぐに、彼は取引をまとめ、自身のFBOおよびKAOの株式、オプション、コンバーチブル債を巨額の利益で売却する手筈を整えた。1928年10月23日、RCAはラジオ＝キース＝オルフェウム株式会社（Radio-Keith-Orpheum Corp.）の設立を発表し、サーノフが取締役会の議長に就任した。新たな経営陣は、ケネディの役割がもう必要ないことを明確に示し、彼は統合された企業の取締役会と経営ポジションから退任した。彼には、パテと、それが吸収したPDCの資産の共同所有と経営が残された形となった。
RKOの支配的な株式はRCAが所有しており、その比率は22%であった（1930年代初頭には60%にまで上昇した）。1929年1月25日、新会社の製作部門は、元FBO副社長のジョセフ・I・シュニッツァーの指揮の下でRKOプロダクションズとして発足した。1週間後、ラジオ・ピクチャーズという商標の登録を申請した。

## 黄金時代のスタジオ

### 初期の時代

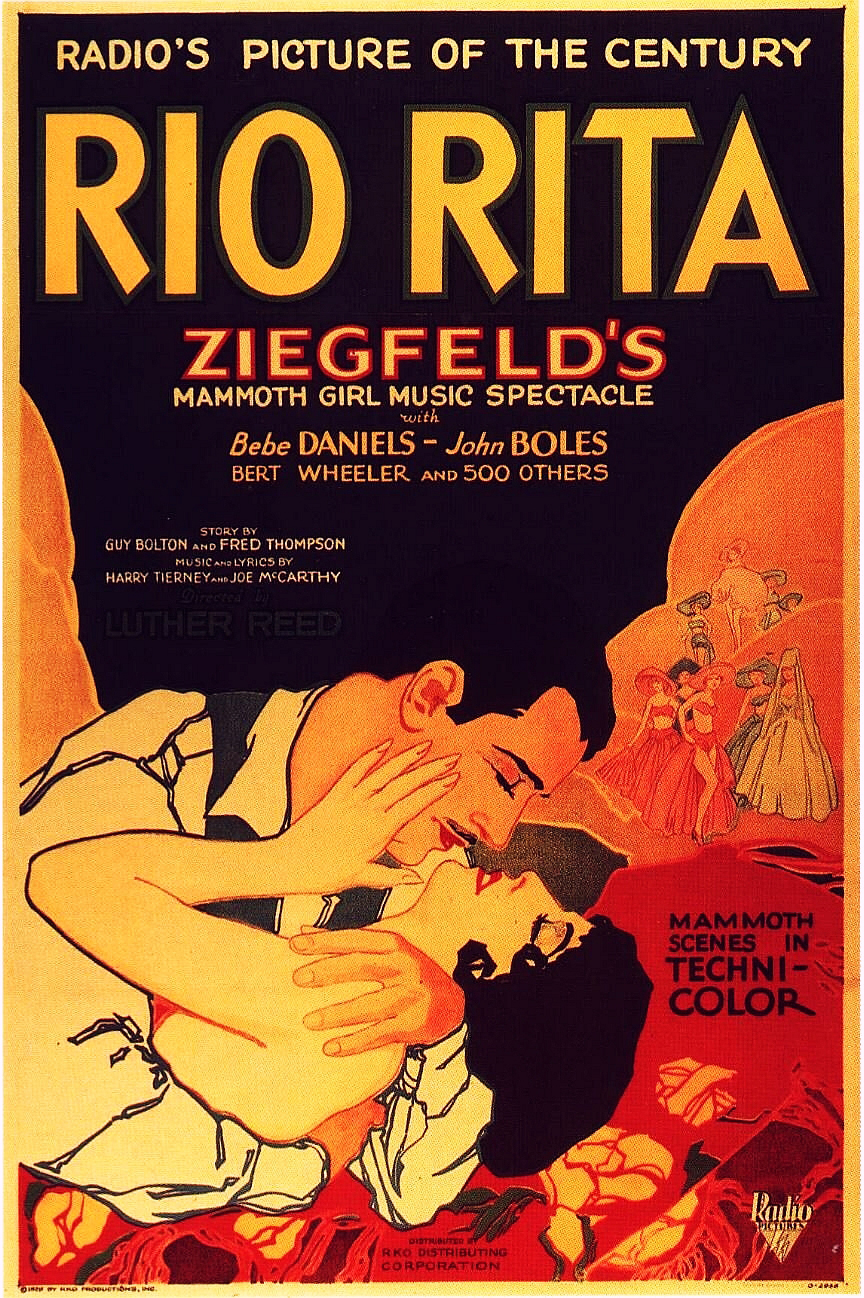
『リオ・リタ』 (1929) 、RKO（当時は「ラジオ・ピクチャーズ」の名で公開）の最初の大ヒット作

ハリウッドの主要なFBOスタジオが音声対応に改装される一方で、短編映画の製作は、サーノフがニューヨークに開設したRKOグラマシースタジオで始まった。RCAのラジオネットワークであるNBCは、毎週のバラエティ番組「The RKO Hour」を放送開始し、これはスタジオの映画を宣伝する主要な手段となった。新会社が公開した最初の2作品はミュージカルであった。メロドラマ作品『シンコペーション』は、実際にはFBOがRKOに再編される前に撮影が完了しており、1929年3月29日に公開された。7月30日には、コメディ『ストリート・ガール』がデビューし、これはRKOが「公式」な第一作とされる作品で、初めてハリウッドで撮影されたものであった。多くの初期RKO映画と同様に、プロデューサーはスタジオの責任者であるウィリアム・ルバロンで、彼はFBOでも同様の役職に就いていた。いくつかの非ミュージカル映画が続いたが、RKOの最初の大ヒット作もまたミュージカルであった。スタジオは贅沢な『リオ・リタ』（Rio Rita）に多額を投じ、いくつかのテクニカラーシーンを含んでいた。9月に公開され、絶賛され、『フィルム・デイリー』誌で年間のベスト10の一つに選ばれた。映画史家のリチャード・バリオスは、この作品が「ブロードウェイミュージカル映画の最初の時代」を開始したと評価している。年末までに、RKOはサンフェルナンド・バレーのエンシノ近郊に500エーカーの土地を取得し、外景撮影や大規模なセット用の映画牧場として利用するようになった。
RKOプロダクションズの映画は、姉妹会社のRKOディストリビューティング・コープによって配給され、スタジオは初年度に12本の長編映画を公開した。1930年にはその数が2倍以上に増え、29本となった。その7月、RKOプロダクションズ（RKO Productions Inc.）はRKOラジオ・ピクチャーズ（RKO Radio Pictures Inc.）に改称された。また、イギリス市場での配給を担当するためにRKOピクチャーズ・リミテッド（RKO Pictures Ltd.）が設立された。『リオ・リタ』の成功に後押しされ、RKOはテクニカラーシーンを取り入れた高額なミュージカルをいくつか製作した。その中には、『ディキシアーナ』や『ヒット・ザ・デック』があり、どちらも『リオ・リタ』と同じくルーサー・リードが脚本・監督を務めた。大手スタジオの例に倣い、RKOは独自のミュージカル・レヴゥー『ラジオ・レベルズ』を製作する計画を立てていた。これはスタジオ史上最も豪華な作品とされ、全編テクニカラーで撮影される予定であったが、観客のミュージカルへの興味が一時的に減退したため、プロジェクトは中止となった。1929年には60本以上、翌年には80本以上のハリウッド製ミュージカルがあったが、その数は1931年には11本に激減した。
『リオ・リタ』のスター、ビーブ・ダニエルズは、パラマウントでの契約の最終の数か月を買い取られ、RKOに加わったが、マーケットの変化に翻弄された。彼女の続編ミュージカル『ディキシアーナ』は、大きな損失を出し、1931年1月に彼女の契約はワーナー・ブラザースに売却された。その間、RKOは契約上の義務に縛られており、ミュージカルジャンルが一時的に不人気となっていたにもかかわらず、テクニカラーを使用した2本の作品を製作する必要があった。RKOは『ザ・ランアラウンド』と『ファニー・フォーリー・ハーセルフ』の2本の全編テクニカラー作品を製作したが、どちらもミュージカルシーンを含まず、いずれも成功を収めることはなかった。
こうした問題やアメリカ経済の停滞にもかかわらず、RKOは劇場を次々に買収し、上映チェーンを拡大していった。1930年10月、RKOはアニメーションや短編映画を専門とするニューヨークのヴァン・ビューレン・スタジオの株式50％を購入した。同時期、ケネディは映画業界から手を引くことを計画し、RKOがパテを買収する手配を進めた。この取引は、ケネディの仲間たちの債券投資を保護しながら、人工的に高値で購入した多くの小規模株主を打ちのめすものだった。実際、ケネディは以前に全てのパテの株式を売却していたが、再び債券を買い戻し、大きな利益を上げた。1931年1月29日、RKOはパテを買収し、その契約俳優や評判の良いニュース映像部門、デミルの旧カルバーシティのスタジオとバックロットを得た。この買収は、パテの物理的施設という長期的な投資としては弁護の余地があったが、RKOにとってはまたしても大きな出費となった。特に、ケネディはFBOやKAOと同様に、パテ社の財政的な問題を巧みに隠していたためである。
この合併には確かに利点もあった。1931年初頭にパテのスター、コンスタンス・ベネット、アン・ハーディング、ヘレン・トゥエルブトゥリーズがラジオ・ファミリーに加わった時、彼女たちはRKOのどの俳優よりも興行的に大きな引力を持っていた。スタジオの製作スケジュールは年間40本を超え、ラジオ・ピクチャーズと1932年末まではRKOパテという名前で公開されていた。1931年には『シマロン』がRKOの唯一のアカデミー作品賞受賞作品となったが、その製作費は140万ドルと高額で、初公開時にはほぼその半分の損失を出した。
『シマロン』の主演女優、アイリーン・ダンは、この初期の前コード時代におけるスタジオ唯一の主要な自社製作スターであった。彼女は1930年のミュージカル『女護ヶ島上陸』で映画デビューを果たし、その後10年間、RKOで主役を務め続け、その契約には彼女に多くの権限を与える条項が含まれていた。他の当時の重要な俳優には、ジョエル・マクリー、リカルド・コルテス、ドロレス・デル・リオ、メアリー・アスターがいた。リチャード・ディックスは、『シマロン』での演技がオスカーにノミネートされ、1940年代初頭までRKOのB級映画のリーディングマンとして活躍した。また、トム・キーンは1931年から1933年にかけて、12本の低予算西部劇で主演を務めた。バート・ウィーラーとロバート・ウールジーのコメディ・チームは、たびたびドロシー・リーをめぐって揉め事を起こしたが、ほぼ10年間、不動の人気を誇っていた。

### セルズニック下での成功

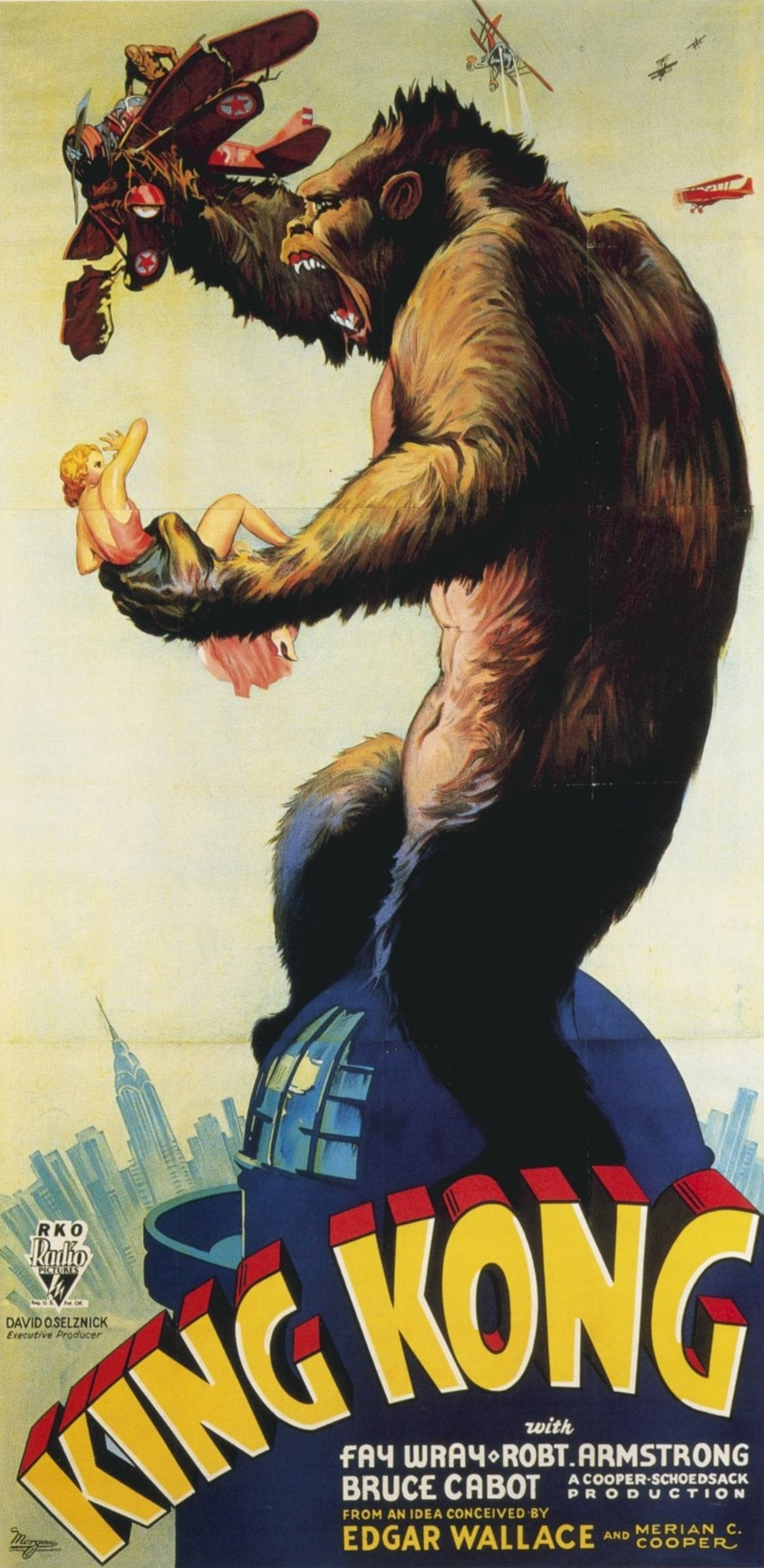
1933年の『キング・コング』はハリウッドの壮大なスペクタクルのひとつである。

『シマロン』や『リオ・リタ』のような例外を除けば、RKOの作品は概して平凡と見なされていた。そこで1931年10月、サルノフは29歳のデヴィッド・O・セルズニックを雇い、リバロンの後任として製作責任者に据えた。セルズニックは厳格なコスト管理を実施するとともに、各映画のプロデューサーにより大きな独立性を与える「ユニット製作システム」を推進した。それまでの中央製作システムの下では、「工場的な製作システムによって監督から個性が奪われてしまう」とセルズニックは語り、「創造的産業であるこの分野において、それは製品の質を損なう」と述べた。この新しいシステムを導入することで、コスト削減も30から40%になると予測された。セルズニックはこの新しいシステムで映画を製作するために、監督のジョージ・キューカーやプロデューサー兼監督のメリアン・C・クーパーなど優れたスタッフを採用し、プロデューサーのパンドロ・S・バーマン（当時26歳）に重要なプロジェクトを任せるようになった。セルズニックは若手女優キャサリン・ヘプバーンを発掘し、彼女をスタジオの大スターのひとりにした。ジョン・バリモアも、いくつかの印象的な演技で参加した。
セルズニックが新たな役職に就いた1931年11月、独立していたパテの配給網がRKOに統合された。カルバーシティでのほぼ独立した運営を経て、パテの長編映画部門も間もなく追随した（上映契約のため、パテ部門の長編作品は翌年11月まで併記ブランドでリリースされ続けた）。RKOパテは事実上、スタジオのニュース映画や短編映画の子会社となった。1932年1月、バラエティ誌はコンスタンス・ベネットを業界のトップ6の女性「マネースター」のひとりに選んだ。9月から、業界の上映シーズンの始まりを機に、会社の長編映画の印刷広告には、RKOラジオ・ピクチャーズという改訂名が表示されるようになった。ニューヨークにある本社は、ロックフェラー・センターの構造物のひとつであるアール・デコ様式のRKOビルディングに移転した。NBCラジオで放送されたRKO製作の『ハリウッド・オン・ザ・エア』は、複数のスタジオの映画を宣伝し、特に金曜夜のゴールデンタイムに、リスナーに無料で映画スターにアクセスさせることで、独立系映画館主たちの反発を招いた。1932年末には、RKOを除く全てのハリウッドスタジオが映画館主たちに従い、契約俳優のラジオ出演を禁止したが、その禁止措置はすぐに崩れ去った。
セルズニックはRKOの製作責任者としてわずか15ヶ月を過ごし、新たな会社社長マーリン・アイルズワースとの創造的コントロールを巡る対立により辞任した。彼の最後の行動のひとつは、33歳の禿げかけたブロードウェイの歌と踊りの男、フレッド・アステアの撮影審査を承認することだった。セルズニックはメモにこう書いた。「彼の巨大な耳と悪い顎のラインにもかかわらず、彼の魅力は... 圧倒的だと感じる」。セルズニックの在任期間は卓越していたと広く評価された。彼が就任する前の1931年、スタジオは42本の映画を製作し、総予算は1600万ドルだった。1932年には、セルズニックの下で41本の映画が1020万ドルの予算で製作され、質と人気の明確な向上が見られた。彼は『愛の嗚咽』（1932年）などの大きな成功作を支え、キューカーが監督したヘプバーンのデビュー作、そして『キング・コング』（1933年）のような大作を手掛けた。『キング・コング』は主にメリアン・クーパーの発案で、ウィリス・オブライエンによる驚異的な特殊効果で実現された。しかし、セルズニック以前の時代に見られた不安定な財務状況と過剰な出費は、RKOを大恐慌に耐えられる状態にはしていなかった。他の主要スタジオも同様の困難に直面していた。1933年1月、RKOとパラマウントは共に破産管財下に置かれ、パラマウントは1935年半ばに復活したが、RKOは1940年までかかった。

### クーパーの指揮のもとで

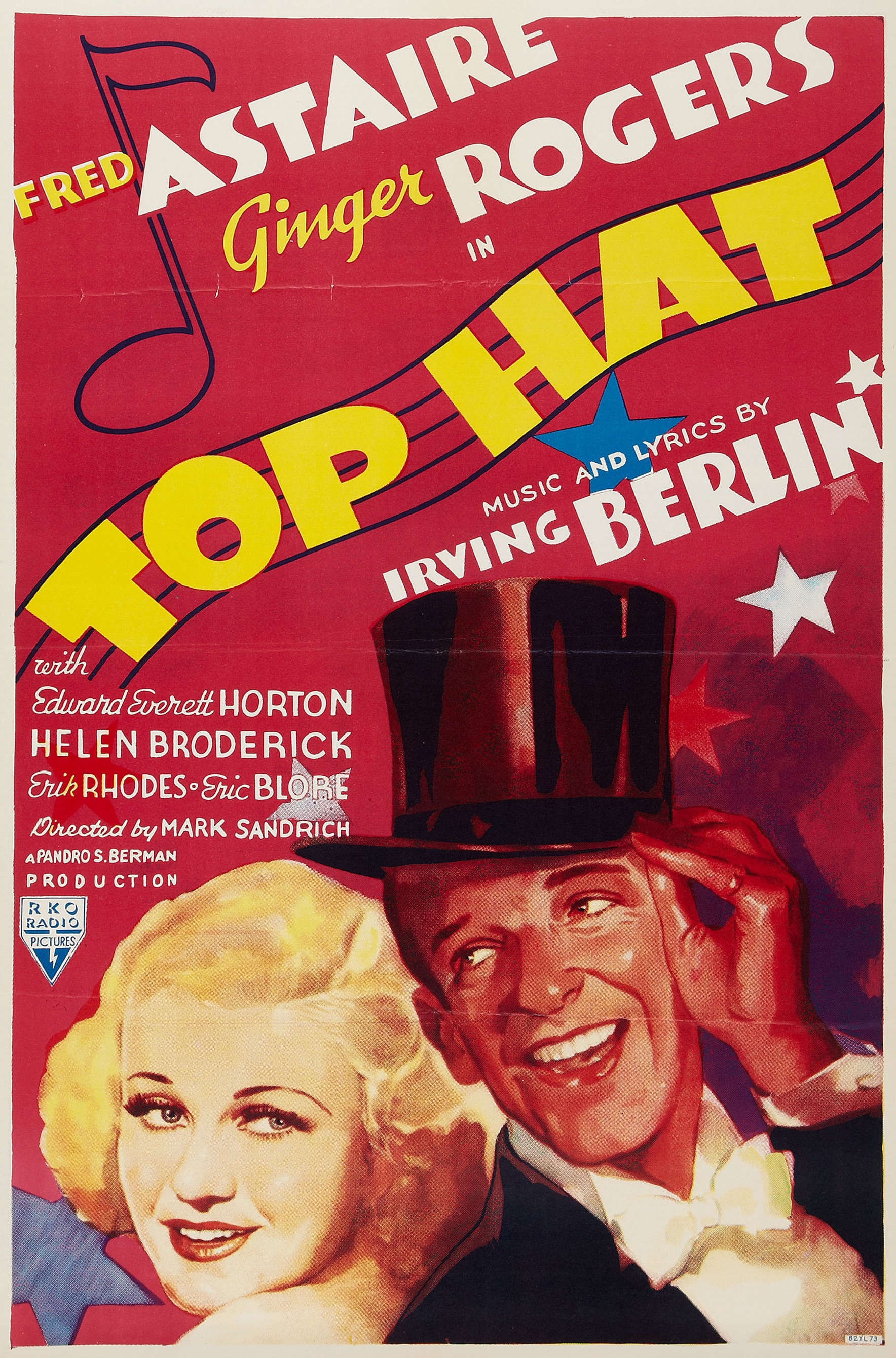
フレッド・アステアとジンジャー・ロジャースは、1935年から1937年の間、興行成績トップ10に入るスターとなった。『トップ・ハット』（1935年）は、二人が共演した8本のRKO映画のうち3作目である。

セルズニックの辞任後、クーパーが製作責任者に就任し、ヘプバーン主演で、彼女が初めてオスカーを受賞した『勝利の朝』（1933年）や、キューカー監督とヘプバーンが2度目のタッグを組んだ『若草物語』（1933年）というヒット作を手掛けた。『若草物語』は、スタジオ内で製作された中でその10年間最大の興行収入を記録した作品である。クーパーはコストと収益の緊密な一致を求め、「プログラマー」映画（中程度の予算の作品）の予算に影響を与えた。セルズニック時代の『頓珍漢大勝利』や『頓珍漢嫁探し』（いずれも1932年）は、平均47万ドルの製作費がかかっていたが、クーパーのもとで製作された『頓珍漢外交ゼネバ行』（1933年）は、わずか24万2000ドルで撮影された。ジンジャー・ロジャースはすでにRKOでいくつかの小さな映画に出演していたが、クーパーは彼女と7年間の契約を結び、大作ミュージカル『空中レヴュー時代』（1933年）で彼女を起用した。ロジャースはフレッド・アステアとペアを組み、彼にとって2本目の映画となった。二人はそれぞれ4番手と5番手でクレジットされていたが、この作品でスターとなった。映画のダンスディレクターの助手であったハーミズ・パンは、後にアステアとの仕事を通じてハリウッドを代表する振付師のひとりとなった。
コロンビア映画と共に、RKOはスクリューボール・コメディの主要な拠点の一つとなった。映画史家ジェームズ・ハーヴィーによれば、財力に勝る競合他社と比較して、これらの二つのスタジオは「実験に対してより寛容で、セット上の混乱にも寛大であった。これらの二つの『小さなメジャー』でこそ、ほとんどの重要なスクリューボール監督たちがその代表作を製作したのだ。たとえば（ハワード）・ホークスや（グレゴリー）・ラ・カヴァ、（レオ）・マッケリー、（ジョージ）・スティーヴンスといった監督たちがそうだ」。特に注目されていなかったウィリアム・A・サイターがスタジオにおけるこのジャンルへの最初の重要な貢献を果たし、1934年に『世界一の金持ち娘』を監督した。また、1934年のドラマ『痴人の愛』は、ジョン・クロムウェルが監督し、ベティ・デイヴィスにとって最初の大成功作となった。スティーヴンスの『アリス・アダムス』とジョン・フォード監督の『男の敵』は、1935年のアカデミー賞で作品賞にノミネートされ、『男の敵』でフォードが受賞した監督賞は、RKO作品で唯一の受賞であった。また、『男の敵』の主演を務めたヴィクター・マクラグレンもアカデミー賞を受賞し、彼はその後20年にわたりRKOで12本の映画に出演した。1935年初頭のデビューから1942年7月まで、ルイ・ド・ロシュモンによる革新的なドキュメンタリーシリーズ『ザ・マーチ・オブ・タイム』がRKOによって配給され、1930年代後半から1940年代初頭にかけて、その二巻組の短編映画は米国内外の11,000の劇場で毎月2,000万人以上の観客に観られた。
業界のリーダーであるMGM、パラマウント、フォックスほどの財政的な余裕はなかったが、RKOは時代の中で多くのスタイリッシュな作品を生み出した。そのスタイルはアール・デコ調の高級感に溢れ、アステアとロジャースのミュージカル映画『コンチネンタル』（1934年）や『トップ・ハット』（1935年）などがその代表例である。このスタイルの実現に大きく貢献した人物の一人が、サルズニックが採用したヴァン・ネスト・ポルグレイスで、彼はRKOのデザイン部門の責任者を約10年間務めた。映画史家ジェームズ・ネアモアは、RKOを「主にデザイナーのスタジオ」と評し、重要な俳優や脚本家、監督の固定メンバーは持たなかったが、「芸術家や特殊効果の技術者には恵まれていた。その結果として、最も特徴的な作品には強いファンタジー要素が含まれていた。1930年代にユニバーサルが担当していたホラーのファンタジーというよりは、より素晴らしく冒険的なファンタジーである」と述べている。
スタジオの各部門の技術者たちは、業界内でも最も優れた人材を揃えていた。衣装デザイナーのウォルター・プランケットは、FBO時代の終わりから1939年の終わりまでRKOに在籍し、ビジネス界で最も優れた歴史的衣装デザイナーとして知られていた[12]。スタジオの塗装部門の責任者であったシドニー・サンダースは、リアプロジェクションの質を大幅に向上させた。1935年6月13日、RKOは全編が先進的な三原色テクニカラーで撮影された最初の長編映画『虚栄の市』を公開した。この映画は、ジョック・ホイットニーや従兄弟のコーネリアス・ヴァンダービルト・ホイットニーと共に、クーパーが設立したパイオニア・ピクチャーズと共同で製作された。クーパーは、ホイットニー家にテクニカラー事業の主要株式を購入するよう成功裏に説得していた。『虚栄の市』はドラマとしては批評家からの評価は低かったが、その視覚的な素晴らしさと技術的な専門性は広く称賛された。RKOはまた、業界で最も優れたアーティストや職人を多数雇用しており、その作品が表に出ることはなかった。スタジオの初期から1935年の終わりまで、マックス・スタイナーは、音響映画初期の最も影響力のある作曲家の一人と見なされ、100本以上のRKO映画の音楽を担当した。『男の敵』のスコアで、スタイナーは3度目のアカデミー賞ノミネートを果たし、初の受賞となった。スタジオのオーディオ特殊効果部門の責任者であったマレー・スピヴァックは、再録音技術の使用において重要な進展を遂げ、『キング・コング』で初めてその技術が聞かれることとなった。

### ブリスキンとバーマン
1935年10月、経営陣が拡大し、金融家フロイド・オードラムが率いるシンジケートがRCAの株式の50%を取得した。この買収にはロックフェラー兄弟も関与しており、彼らも徐々に経営に関与するようになった。RKOはキャサリン・ヘプバーンのキャリア構築に苦戦し続ける一方で、他の俳優たちがスタジオの看板スターとなっていった。アン・サザンは1935年から1937年にかけてRKO製作の7本の映画で主役を務め、そのうち5本でジーン・レイモンドと共演した。バーバラ・スタンウィックやキャリー・グラントも数本の映画に出演契約を結んだ。両者ともに音声映画時代のトレンドセッターであり、独占契約を結ばないフリーランサーとして活動していた。スタンウィックは1929年以降、主要スタジオの映画に出演し続けたが、長期契約を結ぶことはなかった。これに続く形で、ダン、ベネット、ハーディングといった女優たちも同様の契約形態を選んだ。方で、グラントは1936年末にパラマウントとの契約を終えた後、フリーランスとして活動を始めたが、この時点で男性スターが人気絶頂の中でフリーランスに転向するのはまだ珍しいことだった。グラントは最終的に1937年から1948年の間にRKOの映画14本に出演した。

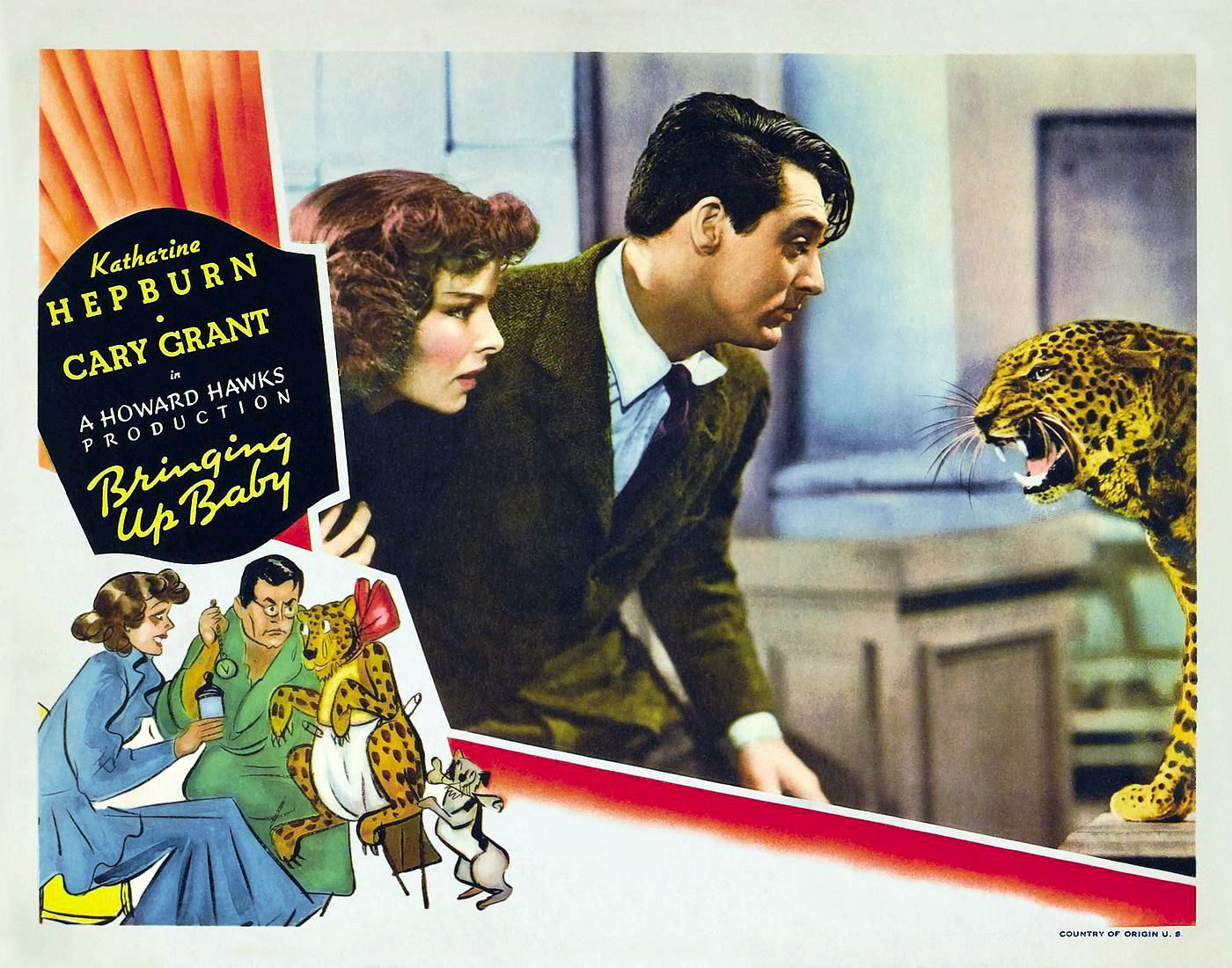
キャサリン・ヘプバーンのRKOでの最後の映画『赤ちゃん教育』（1938年）は興行的に失敗したが、現在ではハリウッドの最高のスクリューボール・コメディの一つと評価されている。

1936年末に新たな製作責任者としてサミュエル・ブリスキンが就任した直後、RKOはアニメーターのウォルト・ディズニーとの重要な配給契約を結んだ（これによりヴァン・ビューランのアニメ部門は閉鎖された）。RKOは約20年にわたり、ディズニー作品の長編映画や短編映画を配給し、特に『白雪姫』（1937年）は『國民の創生』（1915年）から『風と共に去りぬ』（1939年）の間で最高の興行収入を記録した映画となった。劇場部門を除き、1936年12月31日にRKOの国内子会社の大半がRKOラジオ・ピクチャーズ株式会社に統合された。数年前に印刷広告でのブランド名を変更したのに続き、映画スクリーンでのブランド表記も「ラジオ・ピクチャーズ」から「RKOラジオ・ピクチャーズ」に統一された。1937年2月、独立系プロデューサーとして成功を収めていたセルズニックがRKOのカルバーシティ・スタジオと「フォーティ・エーカーズ」として知られるバックロットを長期リース契約で借り受けた。この場所で彼はMGMと共同製作した『風と共に去りぬ』の大部分を撮影した。RKOの製作はハリウッドの中央スタジオとエンシノ牧場を中心に進められるようになった。ディズニーとの提携が利益をもたらす一方で、RKO自社製作の映画の質は低下していると広く認識され、ブリスキンは年末までに解任された。
パンディロ・バーマンが非暫定的に製作責任者の地位を引き受けた。彼の在任期間は短かったものの、その間にRKO史上最も注目すべき映画がいくつか製作された。『ガンガ・ディン』（グラントとマクラーグレン主演）、『邂逅』（ダンとシャルル・ボワイエ主演）、『ノートルダムの傴僂男』（すべて1939年）がその代表例である。『ノートルダムの傴僂男』でカジモドを演じたチャールズ・ロートンは伝説的な演技を披露し、その後もRKOに度々戻り、さらに6本の主演作を提供した。この作品でアメリカデビューを果たしたモーリン・オハラは1952年までにRKOで10本の映画に出演した。キャロル・ロンバードは1939年から1941年の間に4本の映画で主役を務めたが、彼女の最後の出演作は飛行機事故での死の直前に公開された。フレッド・アステアはジンジャー・ロジャースと8度目の共演となる『カッスル夫妻』（1939年）を最後にスタジオを去った。
この時期、スタジオのB級西部劇のスターはジョーン・オブライエンで、1938年から1940年の間に16本を含む計18本のRKO作品に出演した。『ザ・セイント・イン。ニューヨーク』（1938年）はサイモン・テンプラーを主人公とするB級探偵シリーズの成功をもたらし、このシリーズは1943年まで続いた。ウィーラーとウールジーのコメディシリーズは1937年にウールジーが病気になり（翌年死去）終了した。RKOは『ドクター・クリスチャン』シリーズや、ローレル&ハーディの『天国二人道中』（1939年）といった独立製作の映画を配給することでこの空白を埋めた。[94] すぐにスタジオはルーペ・ヴェレスとレオン・エロールを新たなB級コメディスターに据え、『メキシコから来た娘』（1939年）を皮切りに、1940年から1943年にかけて「メキシコのスピットファイア」シリーズの7作品が製作された。スタジオの技術部門は業界のリーダーとしての評判を維持しており、ヴァーノン・ウォーカーの特殊効果チームはオプチカル・プリンターやリアルなマット画の使用で有名となった。この技術は1941年の『市民ケーン』で頂点に達した。

### 『市民ケーン』とシェイファーの問題

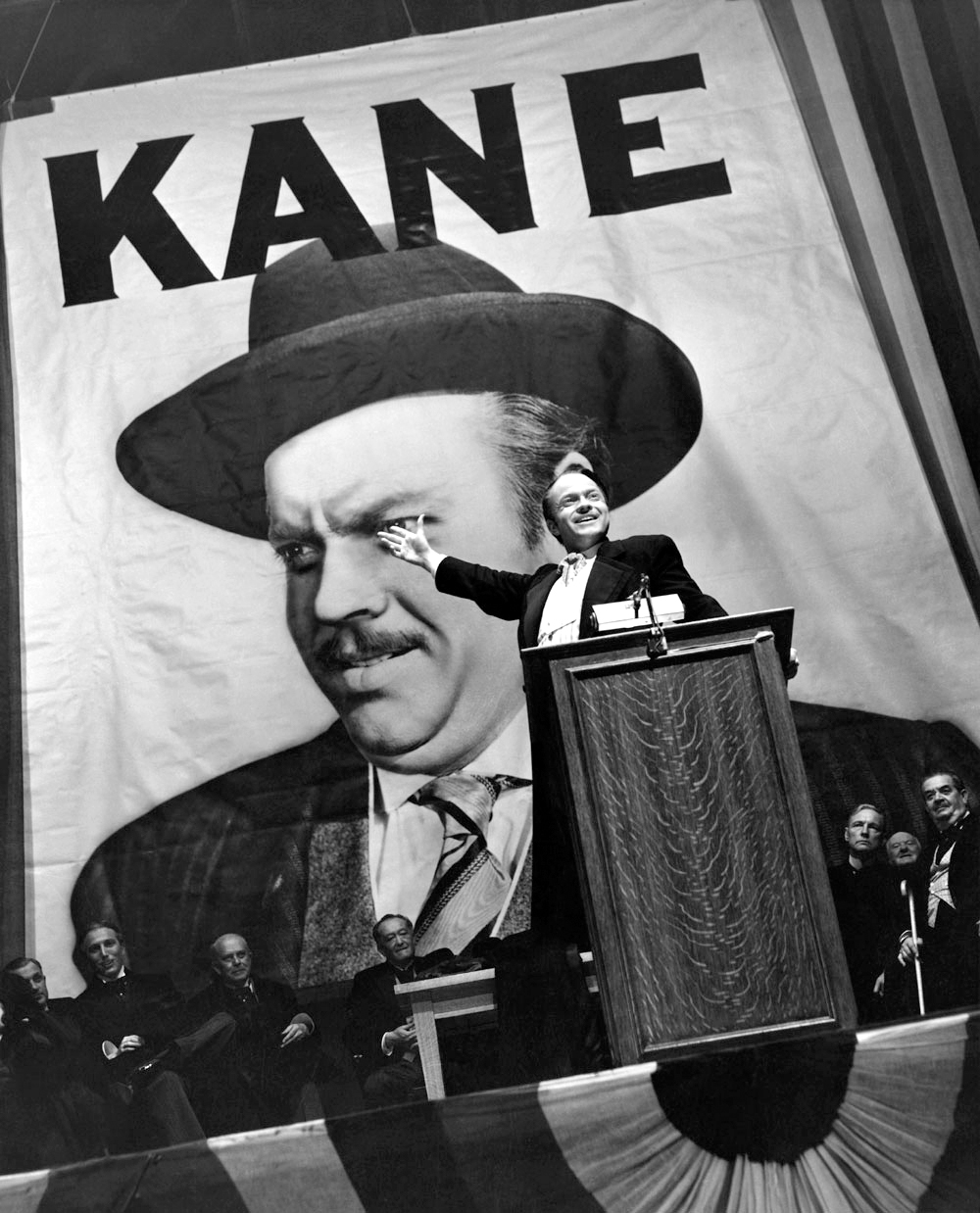
オーソン・ウェルズが主演を務めた『市民ケーン』（1941年）は、しばしば史上最高の映画と称される作品である。

パン・バーマンは、1925年、FBOの作品『驀進列車』において、19歳の助監督として初めてスクリーンクレジットを得た。1939年12月、バーマンは、前年にロックフェラー家によって選ばれ、サルノフの支持を受けたスタジオ社長ジョージ・J・シェイファーとの方針の対立を理由にRKOを去った。バーマンの退社後、シェイファーは事実上の製作責任者となったが、名目上は業界検閲委員会の元責任者ジョセフ・I・ブリーンを含む他の人物がその役割を担った。シェイファーは「プレミアム価格で質の高い映画」という新しいスタジオスローガンを掲げ、その哲学を発表し、RKOが配給を担当する独立系プロデューサーの契約に熱心であった。1941年、スタジオはハリウッドで最も権威ある独立系プロデューサーの一人、サミュエル・ゴールドウィンと配給契約を結ぶことに成功した。ゴールドウィンの最初の2作品、『偽りの花園』（ウィリアム・ワイラー監督、ベティ・デイヴィス主演）と『教授と美女』（ハワード・ホークス監督）は、いずれも優れた興行成績を収めた上、アカデミー賞で4部門ずつノミネートされた。しかし、シェイファーがゴールドウィンに非常に有利な契約条件を提示したため、スタジオがこれらの映画で利益を得るのはほぼ不可能だった。1941年、デヴィッド・O・セルズニックは、自社専属の有力監督をRKOの2作品に貸し出した。その一つ、アルフレッド・ヒッチコック監督の『陽気な離婚』はキャロル・ロンバードの最後の公開作品となり、控えめな成功を収めた。また、ジョーン・フォンテインがアカデミー賞を受賞した『断崖』は、大きな成功を収めた。
1942年5月、RKOは25歳の主演兼監督であるオーソン・ウェルズにほぼ完全な創作上の自由を与えたうえで、『市民ケーン』を公開した。この作品は強い批評的支持を受け、その後「史上最高の映画の一つ」と評されるようになったが、公開当時は興行的に失敗し、RKOはハースト新聞チェーンからの激しい非難を浴びることとなった。翌年、ウェルズの監督作『偉大なるアンバーソン家の人々』も、批評的には絶賛されながらも興行的に失敗し、予算超過の負担を残した。同時期に彼が手がけたドキュメンタリー『イッツ・オール・トゥルー』の製作中止も大きな失敗として記録された。これらウェルズの3作品は合計で200万ドルもの損失をRKOにもたらし、1940年に100万ドルの赤字を報告し、1941年にはわずか50万ドル強の名目上の利益しか上げていなかった同社にとって、非常に大きな負担となった。また、RKOの他の多くの芸術志向の映画も興行的には成功せず、専属契約を結んでいた最後の大スターも失いつつあった。ジンジャー・ロジャースは、1941年に前年公開の『キティ・フォイル』でアカデミー賞を受賞した後、ロンバードやグラントのようなフリーランス契約を要求するようになった。1931年から1943年にかけて30本のRKO作品に出演した彼女は、1946年と1956年にも単発で同社作品に出演しているが、RKOにとって最も多くの出演作を持つスターであった。
1942年6月17日、シャーファーは辞表を提出した。彼が去った時点でRKOは弱体化し、問題を抱えたスタジオとなっていたが、その後の第二次世界大戦による興行ブームと新たな経営陣の指導により、RKOは次の5年間で見事な復活を遂げることとなる。

### コーナーの下での復活
1942年6月末までに、フロイド・オードラムがアトラス・コーポレーションを通じてRKOの経営権を掌握し、ロックフェラー家やサルノフを押しのけた。それに伴い、オードラムの盟友でありRKO劇場チェーンの元責任者であるチャールズ・コーナーが、シャーファー退任前に製作部門の責任者に就任していた。シャーファーが去ったことで、コーナーは実際にその職務を遂行できるようになった。彼は「RKOの新たな取り組み：才能よりも興行主義を」と題した新しい経営スローガンを掲げた。これは、シャーファーの芸術的野心や特にウェルズ支援に対する批判を込めたものだった。コーナーは1946年2月に死去するまで、スタジオに必要だった安定をもたらした。RKOの業績は即座に改善し、1942年には総利益が73万6,241ドル（劇場部門の黒字が製作部門の234万ドルの赤字を補填）であったものが、翌年には696万ドルにまで急増した。ロックフェラー家は株式を売却し、1943年初めにはRCAも同社の保有株を処分し、デヴィッド・サルノフとRKOの縁が完全に切れた。同年10月、RKOパテの新しいニュース映画シリーズ『ディス・イズ・アメリカ』が始まり、タイムが『ザ・マッチ・オブ・タイム』の配給を20世紀フォックスに移したことを受けた形となった。1944年6月には、テレビ放送用コンテンツを製作する子会社RKOテレビジョン・コーポレーションが設立された。同年12月18日には、マンハッタンのRKOパテスタジオで撮影された1時間ドラマ『トーク・ファスト・ミスター』がニューヨークのWABDで放送され、テレビ用に製作された初の映画となった。さらに、1945年にはメキシコの実業家エミリオ・アスカラガ・ヴィダウレッタとの共同事業で、メキシコシティにエスタディオス・チュルブスコを設立した。

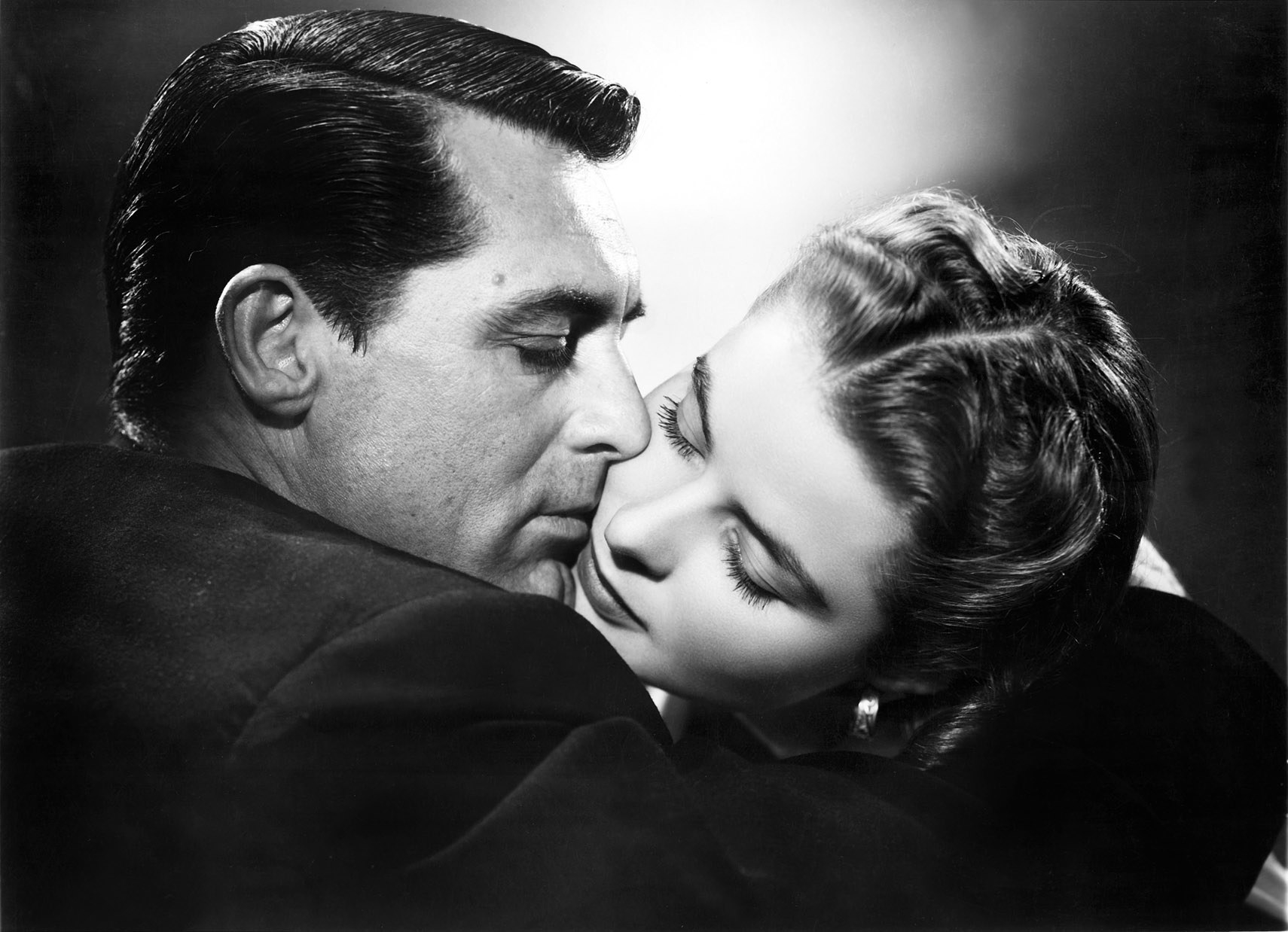
『汚名』（1946年）のケーリー・グラントとイングリッド・バーグマン。RKOはデヴィッド・O・セルズニックのヴァンガード・フィルムズとの共同製作で100万ドル以上の利益を上げた。

RKOの財政が安定し始めると、コーナーは高予算でスターを起用した映画の製作を増やすことを目指した。しかし、当時のRKOには長期契約を結んでいるスターがほとんど残っておらず、キャリー・グラント（コロンビア ピクチャーズとの共有契約）やモーリン・オハラ（フォックスとの共有契約）がいる程度だった。このため、他社からスターを借り受けるか、フリーランスの俳優と短期の「ペイ・オア・プレイ」契約を結ぶ手法を取った。その結果、1940年代半ばから後半のRKO作品には、ビング・クロスビーやヘンリー・フォンダといった高額なスターが登場するようになった。例えば、ジョン・ウェインはリパブリック・ピクチャーズからの貸し出しで1943年の『西部を駆ける恋』に出演し、その後RKOで9本の映画に出演した。ゲイリー・クーパーはゴールドウィンや後のインターナショナル・ピクチャーズ製作のRKO公開作品に登場し、クローデット・コルベールもいくつかの共同製作作品で主演を務めた。セルズニックからのローンのイングリッド・バーグマンが出演した『聖メリーの鐘』（1945年）は、監督レオ・マッケリーとの共同製作であり、その年の興行成績トップとなって370万ドルの利益をもたらし、RKO史上最大の成功となった。バーグマンはその後も『汚名』（1946年）、『ストロンボリ』（1950年）、独立製作の『ジャンヌ・ダーク』（1948年）などのRKO作品に出演した。ランドルフ・スコットは1943年から1948年まで毎年主要なRKO作品に出演しており、こうしたスター起用戦略がRKOの再興を支えた。
この時代、多くの著名な監督がRKOで複数の映画を製作した。アルフレッド・ヒッチコックは再びRKOで『汚名』（1946年）を手掛け、ジャン・ルノワールは『我等の生涯の最良の年』（1943年）と『浜辺の女』（1947年）を監督した。オーソン・ウェルズもRKOと距離を置きながら『謎のストレンジャー』（1946年）で再会した。この独立製作映画は彼が監督し主演も務めたが、本人は「最悪の映画」と評している。しかし、彼が製作した映画の中で初回上映で利益を上げた唯一の作品だった。1946年12月、フランク・キャプラ監督の『素晴らしき哉、人生!』を公開した。この映画は後にハリウッド黄金時代の名作として評価されるが、当時はRKOに50万ドル以上の損失をもたらした。ジョン・フォードはRKOとアルゴシー・ピクチャーズの共同製作で『逃亡者』（1947年）や『アパッチ砦』（1948年）を製作した。これらの作品に続き、『黄色いリボン』（1949年）や『幌馬車』（1950年）が公開された。フォードはRKOの元社員メリアン・C・クーパーと共同でこれらの映画を製作している。1940年代のRKOで長期契約を結んでいた監督の中で最も有名なのはエドワード・ドミトリクである。彼は1943年の『ヒットラーズ・チルドレン/恐怖の殺人養成所』で注目を集めた。この映画は製作費が20万5,000ドルと低予算で、ビッグ5スタジオ作品の中では下位25％に属するが、同年のハリウッド興行収入トップ10に入る成功を収めた。『ビハインド・ザ・ライジング・サン』（1943年）も低予算ながら高収益を上げた。

### B級映画への注力
RKOは他のビッグ5スタジオよりもB級映画に大きく依存していた。例えば、1944年にRKOが公開した31本の作品のうち、10本は製作費が20万ドル以下、12本は20万ドルから50万ドルの範囲で、50万ドル以上の作品は9本だけだった。対照的に、他の主要スタジオは過半数の作品が50万ドル以上の予算で製作されていた。このようなB映画への注力は、スタジオの財政的リスクを軽減する一方で、リターンの可能性も制限していた。しかし、ドミトリクのような例外を除いて、RKOは通常の低予算作品でA級映画よりも高い利益を上げる傾向があった。低予算映画は新進監督の訓練の場としても機能した。マーク・ロブソン、ロバート・ワイズ、アンソニー・マンらがその代表例である。編集者だったロブソンとワイズは、プロデューサーのヴァル・リュートンのもとで監督デビューを果たした。リュートンのB級ホラー部門は経験豊富なジャック・ターナー監督を含むユニットで構成され、『キャット・ピープル』（1942年）、『私はゾンビと歩いた!』（1943年）、『死体を売る男』（1945年）など、雰囲気豊かな作品を製作した。これらの作品は現在高い評価を受けている。リチャード・ディックスは、リュートン製作の『死体を売る男』（1943年）で長年にわたるRKOでのキャリアを締めくくった。このように、RKOの低予算映画は商業的成功だけでなく、映画史における重要な位置を確立している。
ティム・ホルトは、RKOのカウボーイ映画スターとしてジョージ・オブライエンの後を継ぎ、1940年からスタジオで活動を開始した。ホルトは、RKOで46本のB級西部劇と、50本以上の映画に出演した。同じ1940年には、チェスター・ラウクとノリス・ゴフが人気ラジオキャラクター「ラムとアブナー」を映画化し、RKOで6本の独立製作映画として公開された。1943年から1946年にかけて、RKOは契約俳優ウォーリー・ブラウンとアラン・カーニーを組ませ、アボットとコステロを模倣したコメディ映画を製作した。彼らは8本のペア作品に出演したが、その人気は元祖に及ばなかった。また、1941年には「ファルコン」探偵シリーズが始まり、これに先立つ「セイント」シリーズとの類似性により、セイントの原作者レスリー・チャータリスがRKOを訴える事態となった。ファルコン役はジョージ・サンダースが4作に出演後、弟のトム・コンウェイに引き継がれ、コンウェイはシリーズ終了の1946年までに9作に出演した。ジョニー・ワイズミュラーは、1943年から1948年の間にソル・レッサー製作のRKO版ターザン映画6本で主演を務め、その後レックス・バーカーが5本のターザン映画で彼を引き継いだ。さらに、プロデューサーのハーマン・シュロムは、『グレート・ギルダースリーブ』（1943年 - 1944年）や『ディック・トレイシー』（1945年 - 1947年）といった4作ずつのシリーズを手掛けた。
RKOは低予算映画が多かったことから、フィルム・ノワールのスタイルがスタジオ全体の特徴となった。1940年のB級映画『三階の見知らぬ男』は、ノワールの古典期の幕開けを告げる作品として広く認識されている。その撮影監督ニコラス・ムシュラカは、1920年代にFBO（RKOの前身）でキャリアを開始し、1954年までスタジオに在籍したノワールのビジュアルスタイルの中心人物である。また、1941年にデザイン部門の責任者に就任したアルバート・ダゴスティーノ、アートディレクターのウォルター・ケラー、キャロル・クラーク、ジャック・オーキー、セットディレクターのダレル・シルヴェラらが、RKOのノワール作品の美術面を支えた。1940年代、RKOの契約俳優の多くがノワール作品で活躍した。ロバート・ミッチャムはメジャースターに昇格し、ロバート・ライアンと共に10本以上のノワール映画に出演した。グロリア・グレアム、ジェーン・グリア、ローレンス・ティアニーもスタジオを代表するノワール俳優だった。自由契約者のジョージ・ラフトは『クインシーの謎』（1945年）や『殺人夜想曲』（1946年）で主演し、成功を収めた。監督ジャック・ターナー、撮影監督ムシュラカ、俳優ミッチャムとグリア、そしてダゴスティーノ率いるデザインチームが手掛けた『過去を逃れて』（1947年）は、A級予算で製作され、現在では史上最高のフィルム・ノワールの一つとされている。さらに、ニコラス・レイはRKOで監督デビュー作『孤独な場所で』（1948年）を製作し、スタジオでいくつもの評価の高い作品を製作した。

### HUACとハワード・ヒューズ

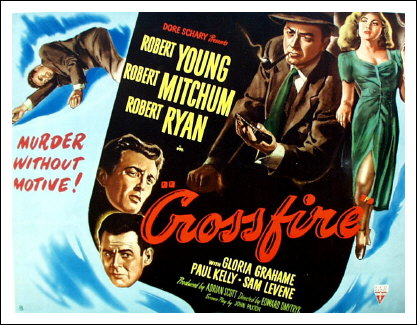
1947年に公開された『十字砲火』はヒット作となったが、その監督エドワード・ドミトリクは、1951年に下院非米活動委員会（HUAC）で名前を挙げるまで、アメリカのどのスタジオからも雇われることはなかった。また、プロデューサーのエイドリアン・スコットはその後20年間スクリーンクレジットを得られず、最終的にはその成果を見る前に死去した。

1946年はRKOだけでなく映画業界全体にとっても史上最高の収益を記録した年であった。RKOが配給したゴールドウィン製作の『我等の生涯の最良の年』はその10年間で最も成功したハリウッド映画となり、アカデミー作品賞を受賞した。しかし、業界の支配的なビジネスモデルが法的に疑問視されるようになっていた。最高裁判所は「ビゲロウ対RKO」の裁判で、独立系映画館に初上映映画を提供しなかったとして、RKOに反トラスト法違反による損害賠償を命じた。この慣行は他のビッグ5も共通して行っていたものだった。収益が高水準に達する中で、フロイド・オードラムは投資ファームにRKO株の約40%を売却して利益を確定させた。1946年にRKOの製作責任者チャールズ・コーナーが死去すると、ラジオ・キース・オーフィアム（RKOの親会社）の社長N・ピーター・ラスヴォンとRKOラジオ・ピクチャーズ社長ネッド・E・デピネットが職務を交換。デピネットはニューヨーク本社へ移り、ラスヴォンがハリウッドで製作責任者を兼務しながらコーナーの後任を探した。そして1947年1月1日、オスカー受賞歴を持つ脚本家兼プロデューサーのドーレ・シャリーがセズニックから貸し出され、製作責任者の役職に就いた。

RKOは成功を基盤にさらなる発展が期待されていたが、1947年はハリウッド全体にとって暗い兆候が増えた年でもあった。イギリス政府は海外製作映画に対し75%の税を課し、他国でも同様に高税率や配給割当法が施行され、海外収益が急減した。また、戦後の観客動員ブームは予想以上に早くピークを迎え、テレビが新たな競争相手として台頭。業界全体の利益は1946年から1947年にかけて27%減少した。7月にはRKOパテのニュースリール部門がワーナー・ブラザースに約400万ドルで売却された。後にマッカーシズムと呼ばれる現象は勢いを増し、そして10月、下院非米活動委員会（HUAC）が映画業界における共産主義の調査を開始。RKOの重要な才能であったドミトリクとスコットは証言を拒否したため、「ウォルドルフ声明」に基づきRKOから解雇された。これは、メジャースタジオが「転覆分子を排除する」ことを約束した声明であった。この結果、スコットとドミトリクを含む「ハリウッド・テン」は業界全体からブラックリスト入りした。皮肉にも、RKOの1947年の大きな成功作であった『十字砲火』は、このスコットとドミトリクの作品だった。この状況を受け、オードラムは映画ビジネスからの撤退を決断。アトラス保有するRKO株の残り25%を市場に放出した。セズニックのヴァンガード・フィルムズとの共同製作の1947年公開の『ミネソタの娘』でロレッタ・ヤングがアカデミー主演女優賞を受賞。これがRKO映画にとって最後の主要なアカデミー賞受賞となった。

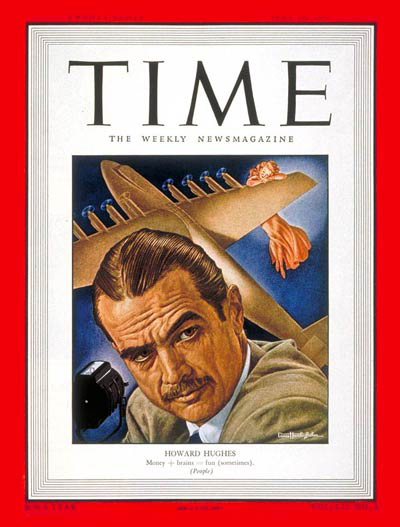
『タイム』1948年7月19日号表紙に描かれたハワード・ヒューズ（アーネスト・ハムリン・ベイカー作）

1948年5月、奇抜な航空業界の大物であり、時折映画プロデューサーも務めていたハワード・ヒューズが、880万ドルを投じてRKOの支配権を手に入れた。彼は英国の映画界の大物J・アーサー・ランクを退け、オードラムの持株を買収した。ヒューズの在任中、RKOは1930年代初頭以来最悪の時期を迎えた。彼の気まぐれな経営スタイルは会社に深刻な打撃を与えた。製作責任者ドーレ・シャリーは、新たな上司であるヒューズの干渉に耐えかねて即座に辞職し、続いてラスヴォンも退職した。ヒューズが経営権を掌握してから数週間以内に、従業員の4分の3が解雇され、製作活動はほぼ6カ月間停止状態となった。保守的なヒューズは、シャリーが支援していた「メッセージ性のある映画」の多くを棚上げ、あるいは中止した。1948年にはビッグ5すべてのスタジオで利益が減少しており、フォックスが11％の減少、ロウズ/MGMが62％の減少を記録したが、RKOでは事実上利益が消滅した。1947年の510万ドルから1948年には50万ドルへ、実に90％の減少であった。RKOの製作・配給部門はこの時点で赤字に陥り、その後二度と利益を上げることはなかった。
スクリーン外では、RKOの最も有望な若手スターであったロバート・ミッチャムが大麻所持で逮捕・有罪判決を受け、2カ月間服役した。これにより彼のキャリアは終わりを迎えると広く見なされていたが、ヒューズは業界の予想を裏切り、ミッチャムの契約が危険にさらされることはないと発表した。さらに重要な点として、ヒューズはビッグ5の競合他社に先んじて、連邦政府がメジャースタジオを相手取った反トラスト法訴訟を最初に和解する決断を下した。この訴訟では、「米国政府対パラマウント・ピクチャーズ」における最高裁判所の重要な判決が下されていた。ヒューズは和解契約に基づき、旧親会社であるラジオ＝キース＝オーフィアム・コーポレーションを解散し、RKOの製作・配給事業と映画館チェーンを、完全に独立した2つの法人（RKOピクチャーズ・コーポレーションとRKOシアターズ・コーポレーション）に分割することに同意した。そしてそのどちらかを速やかに売却する義務を負った。ヒューズは分割措置を1950年12月まで遅らせ、劇場会社の株式を実際に売却したのは3年後であったが、この決断は古典的ハリウッドのスタジオ・システム崩壊の重要な一歩となった。

### ハワード・ヒューズ下の混乱
1949年初頭にRKOでの撮影が再開されたものの、ヒューズが経営権を握る前の年間平均約30本の作品に比べて、その年の製作本数はわずか12本に減少した。新たに「製作担当常務取締役」の肩書きを得たヒューズは、映画製作の細部にまで干渉し、彼が個人的に契約した女優、ジェーン・ラッセルやフェイス・ドマーグを優遇することで悪名を轟かせた。製作本数の減少や高額な失敗作が目立つ一方で、製作責任者シド・ロゲルとサム・ビショフの下で一部の評価の高い作品も生み出された。しかし、ヒューズの過剰な干渉に嫌気がさした両者は、いずれも2年足らずで辞職した。ビショフがヒューズ体制下で最後の製作責任者となった。『窓』（1949年）のようなB級ノワール作品はヒットし、ロバート・ワイズ監督、ロバート・ライアン主演の『罠』（1949年）はカンヌ国際映画祭で批評家賞を受賞した。また、ハワード・ホークスのウィンチェスター・ピクチャーズと共同製作したSFドラマ『遊星よりの物体X』（1951年）はこのジャンルの古典とされている。1952年にはフリッツ・ラング監督作品『無頼の谷』と『熱い夜の疼き』が公開された。後者は、ジェリー・ウォールドとノーマン・クラスナーによる著名な製作チームが手掛けた作品で、1950年8月にヒューズがワーナー・ブラザースから盛大に引き抜いた成果であった。

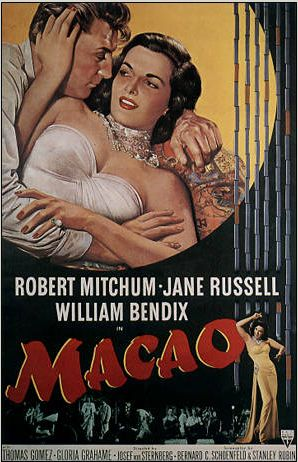
ロバート・ミッチャムは1940年代後半から1950年代初頭にかけてRKOで最も活躍した主演俳優であり、『マカオ』（1952年）ではヒューズが個人的に契約したジェーン・ラッセルと共演した。

RKOはアイダ・ルピノとも密接な協力関係を築いた。彼女はロバート・ライアンと共演したサスペンス映画『危険な場所で』（1952年、ただし撮影は2年前に完了）や『優しき殺人者 』（1952年、RKOとルピノの会社ザ・フィルメーカーズの共同製作）に出演した。特筆すべきは、ルピノが当時ハリウッドで唯一の女性監督であったことだ。ザ・フィルメーカーズがRKOと共同製作した5作品のうち、彼女が監督した3作品には『ヒッチ・ハイカー』（1953年）も含まれており、今日では高く評価されている。また、RKOは黒澤明監督の画期的な『羅生門』を1950年の日本公開から16ヵ月後に米国で配給し、多くの映画観客にアジア映画を初めて紹介した。
1950年代にRKOが出した数少ないの大ヒット作は、ゴールドウィン製作の『アンデルセン物語』（1952年）とディズニーの『ピーター・パン』（1953年）であるり、自社製作ではなかった。さらに、ブロンクス出身の22歳の写真家スタンリー・キューブリックが監督した最初の2本の短編『拳闘試合の日』と『空飛ぶ牧師』（1951年）は、RKOパテから配給された。
1952年初頭、ヒューズは、HUACの公聴会の余波を受けて解雇し、最新作『犯罪都市』のクレジットから名前を削除した脚本家ポール・ジャリコに訴えられたが、これを退けた。同作はジェーン・ラッセル主演の赤字メロドラマだった。その後、スタジオ経営者であるヒューズは「セキュリティオフィス」を設置し、イデオロギー的な精査制度を導入。彼は「クリエイティブまたは経営の立場にいるすべての人々を審査する」と宣言し、「共産主義者の同調者の仕事は使わない」と述べた。さらに多くのクレジットが削除される中、一部の業界関係者は、ヒューズの「潜在的反逆者探し」が、製作のさらなる縮小や経費削減を正当化するための口実ではないかと疑問を呈した。
1952年9月、ヒューズと彼の企業社長ネッド・デピネットは、映画業界の経験を持たないシカゴを拠点とするシンジケートにRKOスタジオの株式を売却した。しかし、このシンジケートの混乱した統治は1953年2月までしか続かず、ヒューズが株式と経営権を再取得した。この間、1952年のスタジオの純損失は1,000万ドルを超え、年の後半5か月間に自社製作された作品はわずか1本にとどまった。混乱の中、サミュエル・ゴールドウィンはRKOとの11年間の配給契約を終了し、ジェリー・ウォールドとノーマン・クラズナも契約を打ち切ってスタジオを去った。彼らがRKOに招かれた際の契約では、5年間で60本の作品を製作することが求められていたが、約半分の期間で4本しか製作できなかった。さらに、1953年にはエンシノの牧場が恒久的に閉鎖され、土地は売却された。同年11月、ヒューズは1948年の合意命令に基づく義務をついに果たし、RKOシアターズを手放した。この事業の支配権はアルバート・A・リストが購入し、リスト・インダストリーズと改名された。一方、ヒューズはRKOの少数株主による5件もの訴訟の標的となった。これらの訴訟では、シカゴのグループとの取引における不正行為やその他の管理上の不手際が追及された。「RKOの契約リストには、3人の俳優と127人の弁護士が残っている」とディック・パウエルは皮肉を込めて語った。また、スタジオの問題が山積している状況を嫌気し、さらに公開予定の自然ドキュメンタリー『砂漠は生きている』をめぐって対立が生じたことで、ディズニー社は長年のRKOとの提携を解消。独自の配給会社ブエナ・ビスタを設立した。契約上の義務から、最後のディズニー長編映画は1954年にRKOから配給されたが、ディズニーの短編映画は1956年までRKOが扱い続けた。
1954年初頭、迫り来る法的混乱を避けようと、ヒューズはRKOの他の株主全員を買収する提案を開始した。同年末までに、2,350万ドルを費やしてRKOピクチャーズ社のほぼ完全な支配権を獲得し、ハリウッド初期以来となるスタジオの事実上の単独所有者となった。ただし「事実上」であって、完全ではなかった。フロイド・オードラムが現れ、ヒューズがRKO株式の95％を取得し会社の損失を他の収益と相殺することを阻止したのである。オードラムは、ヒューズがRKOシアター部門を売却する際に、購入の優先権を与えるという約束を破ったことを咎め、この局面で報復を行ったのだった。交渉が膠着状態に陥る中、1955年7月、ヒューズはRKOラジオ・ピクチャーズ社を2,500万ドルでゼネラル・タイヤ・アンド・ラバー・カンパニーに売却した。これによりヒューズとオードラムの手元にはRKOピクチャーズ社という名の空殻と、「唯一の資産」とされた1,800万ドルの現金だけが残された。『フォーチュン』誌によると、これが「資産のすべて」と評されたものであった。これをもって、ヒューズの四半世紀にわたる映画事業への関与は事実上終了した。歴史家のベティ・ラスキーは、ヒューズのRKOとの関係を「計画的な7年間の略奪」と表現している。

### ゼネラル・タイヤと終焉
RKOの経営権を掌握したゼネラル・タイヤは、スタジオと放送業界との緊密な関係を復活させた。同社は1943年にニューイングランド地方のラジオネットワーク、ヤンキー・ネットワークを買収し、1950年には西海岸の地域ネットワーク、ドン・リー放送システムを、さらに1952年にはニューヨーク市のラジオ・テレビ局WORを所有するバンバーガー放送サービスを買収した。この買収により、ゼネラル・タイヤは全米有数のラジオネットワーク、ミューチュアル放送システムの支配権を獲得した。その後、同社はこれらの放送事業を新設した子会社ゼネラル・テレラジオに統合した。
ゼネラル・タイヤ創業者ウィリアム・オニールの息子で、放送部門の会長を務めるトーマス・F・オニールは、自社のテレビ局、さらにはすべてのテレビ局が番組供給を必要としていることを認識していた。1954年9月、WOR-TVは「ミリオン・ダラー・ムービー」という番組を開始。1本の映画を1週間連続で放送し、平日は毎晩2回、週末には昼間にも放送する形式を採用した。この形式は大成功を収め、ネットワークに所属していないテレビ局が競って模倣を試みた。RKOを買収したことで、スタジオの映画ライブラリーはオニールの管理下に入り、RKOが明確な権利を保持していた742本の映画の権利がすぐに売りに出された。1955年12月、飲料メーカーカントレル・アンド・コクランの子会社、C&Cテレビジョンが入札に勝利し、これらの映画を「ムービータイムUSA」というパッケージで独立系テレビ局に提供し始めた。一方、RKOラジオ・ピクチャーズが事業部門として運営するゼネラル・テレラジオに社名変更した、RKOテレラジオ・ピクチャーズは、自社が所有するテレビ局がある都市での放送権を保持した。1956年までに、RKOのクラシック映画は「ミリオン・ダラー・ムービー」の形式で広くテレビ放送され、『市民ケーン』や『キング・コング』といった作品が多くの視聴者に初めて届くようになった。この取引でRKOは1,520万ドルを稼ぎ、他の大手スタジオも自社の映画ライブラリーに利益の可能性があることを認識するに至った。これは、ハリウッドのビジネスモデルにおける転換点となった。

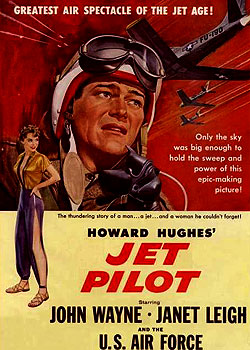
1949年に開始されたヒューズの企画映画『ジェット・パイロット』は、彼の度重なる細部への執着が原因で公開が遅れに遅れた。1951年5月に撮影が完了していたものの、最終的な公開は1957年になり、その時点でRKOは配給業務を終了していたため、ユニバーサル・インターナショナルから公開された。

RKOの新たな所有者たちはスタジオ再建を目指し、ベテランプロデューサーのウィリアム・ドージャーを製作責任者として雇用した。1956年前半には、過去5年間で最も忙しい製作状況となり、17本の長編映画が計画された。しかし、長年の経営不振により、多くの監督、プロデューサー、スターが離れていったため、その成果は限られたものだった。フリッツ・ラング監督によるアメリカでの最後の2作『口紅殺人事件』と『条理ある疑いの彼方に』（いずれも1956年）がRKOから公開されたが、長年の不始末で多くの監督、プロデューサー、スターが離れていった。またスタジオには、ヒューズを魅了した『南海の黒真珠』（1955年）や『征服者』（1956年）といった、膨らんだB級映画の最後の作品も抱えていた。特に『征服者』はジョン・ウェイン主演で、同時代のRKO製作映画では最大のヒットとなったものの、基準は低く、年間興行収入ランキングで11位に留まった。同作の北米での興行収入4.5百万ドルは、製作費6百万ドルをカバーするには程遠く、ヒューズはRKOテレラジオから権利を買い戻すために数百万ドルを費やした。1956年3月には、RKOパテの解散が発表された。
1957年1月22日、1年半にわたる目立った成功のない期間を経て、RKOは国内配給部門を閉鎖することを発表。以降の大半の映画はユニバーサルが配給を担当することとなり、製作部門は縮小されてカルバーシティのスタジオに移転するとされた。しかし、実際にはゼネラル・タイヤはRKOの製作を完全に終了させた。
海外配給事業も整理され、1957年7月には日本RKOがディズニーと英国映画会社に売却され、1年後には英国のRKOラジオ・ピクチャーズも解散した。同年末、ハリウッドとカルバーシティの施設は、デジ・アーナズとルシル・ボールが所有するデジル・プロダクションに615万ドルで売却された。ルシル・ボールは1935年から1942年にかけてRKOの専属契約俳優だった。1967年、デジルはガルフ・アンド・ウェスタン・インダストリーズに買収され、隣接するパラマウント・ピクチャーズと統合された。RKOハリウッド・スタジオの旧敷地（元FBOの拠点）は現在パラマウントの敷地の一部となっている。改装されたカルバーシティ・スタジオ（かつてセシル・B・デミルが活動していた場所）は、現在は独立した製作施設として運営されている。一方、カルバーシティのバックロット、フォーティ・エーカーズは、1970年代半ばに取り壊された。旧RKOシアターズ社であったリスト・インダストリーズは1959年にグレン・オールデン社に買収され、1967年に他のチェーンと統合されて、RKO=スタンレー・ワーナー・シアターズが誕生した。1971年には、シネラマがこの劇場チェーンをグレン・オールデンから購入しった。
1958年初頭、RKOは既に名目上の存在となり、ゼネラル・タイヤの不確かな支援に頼る形で、独立製作映画の共同製作に出資を続けると発表した。しかし、その結果生まれた作品はわずか半ダースに満たなかった。RKO最後の映画となったのは、サミュエル・フラー監督のグローブ・エンタープライズとの共同製作『戦火の傷跡』であり、1959年3月にランク・オーガニゼーション、その後コロンビアによる断続的な配給で公開された。同年、企業名から「ピクチャーズ」が外され、ゼネラル・タイヤの放送事業と少数の映画資産を管理する持株会社として、RKOゼネラルに改称された。映画史学者リチャード・B・ジュエルは、「RKOの存在における究極の皮肉は、このスタジオが映画史において重要な地位を獲得したのは、その並外れた不安定性によるものであったという点だ。ハリウッドのメジャースタジオの中で最も弱小だったため、RKOは多様な個性的なクリエイターたちを受け入れ、彼らに独特な芸術的表現を追求する驚くほどの自由を与えた…それは決して予測可能な存在にはならず、工場のような製作体制にもならなかった」と述べた。

## のちの姿
1981年公開の『ザ・シェル 第三次大戦』から、RKOゼネラルは、3年前に設立された子会社RKOピクチャーズ・インク（RKO Pictures Inc.）を通じて、長編映画やテレビプロジェクトの共同製作に関与するようになった。ユニバーサル・スタジオとの協力で、次の3年間に5本の映画を製作。バート・レイノルズとドリー・パートンが出演する『テキサス1の赤いバラ』、ジャック・ニコルソン主演の『ボーダー』、ナスターシャ・キンスキー主演の『キャット・ピープル』（いずれも1982年）など、主要な名前を揃えたが、大きな成功には恵まれなかった。企業再編により、RKOゼネラルは新しい持株会社ジェンコープの管理下に入り、メリル・ストリープ主演の『プレンティ』（1985年）を皮切りに、RKOピクチャーズは単独でプロジェクトを支援する機会を増やした。1986年1月、RKOピクチャーズはパラマウントと2年間の配給契約を結んだ。続いて、『ハーフムーン・ストリート』（1986年）や『ハンバーガー・ヒル』（1987年）などが製作されたが、ジェンコープが敵対的買収の試みに直面して大規模な再編を行ったため、製作は終了した。放送事業の解体に伴い、RKOピクチャーズと、オリジナルRKOスタジオの商標権、リメイク権、その他の残存資産は売却された。管理チームによる買収案が失敗した後、彼らはウェスレイ・キャピタル・コーポレーション（元アメリカ財務長官ウィリアム・E・サイモンと投資家レイ・チェンバーズの管理下）と提携し、新設のエンターテインメント・アクイジション・カンパニーを通じてRKOを買収。1987年末に取引が完了し、ウェスレイはRKOをシックス・フラッグスの遊園地と結びつけ、RKO/シックス・フラッグス・エンターテインメントを形成した。
しかし、ウェスレイの管理下で映画製作が行われることはなく、1989年に再び売却された。女優でありポストシリアル社の相続人ディナ・メリルと、彼女の夫でプロデューサーのテッド・ハートリーが大半の株式を取得し、自らの会社パビリオン・コミュニケーションズと統合。その後、RKO/パビリオとして短期間運営され、RKOピクチャーズLLC（RKO Pictures LLC）に再編された。ハートリーとメリルの所有下で最初のRKO製作となったのは『偽りのプロファイル』（1990年）。同作で配給事業にも進出した。1992年には、ニック・ゴメス監督による高評価のインディペンデント映画『Laws of Gravity』を配給。1998年には、1949年のRKO映画『猿人ジョー・ヤング』のリメイク『マイティ・ジョー』を公開した。ディズニーとの共同製作で、ブエナ・ビスタが配給を担当した。2000年代初頭には、テレビ映画や小規模な予算の長編映画を年に1本程度共同製作する形で活動を続けた。2003年には、1936年のアステアとロジャース主演作『有頂天時代』を基にしたブロードウェイ舞台版『ネヴァー・ゴナ・ダンス』を共同製作した。

### 法的課題と継続的な闘争
2003年、RKOピクチャーズはウォールストリート・フィナンシャル・アソシエイツ（WSFA）との法廷闘争に突入した。ディナ・メリルとテッド・ハートリーは、WSFAの所有者がRKOを買収する契約を締結させる際に、「冷酷で貪欲な」解体計画を隠していたと主張。これに対し、WSFAはRKOの筆頭株主が第三者に株式を売却するのを禁じる仮差止命令を求めた。しかし、2003年7月、この仮差止命令は却下され、RKOは別の潜在的購入者であるインターネットスタジオズ・ドットコムとの交渉を進めることが可能となった。ただし、2004年にはインターネットスタジオズ・ドットコムが事実上解散したため、この取引は実現しなかった。RKOの新しい映画製作への関与は最小限で、主にリメイク権に焦点を当て続けた。1948年のRKO映画『我が家の楽園』を基にした『ボクらのママに近づくな!2』が2007年4月に公開されたが、酷評を受けた。2009年には、フリッツ・ラング監督による1956年のRKO映画『条理ある疑いの彼方に』をリメイクした『ダウト 〜偽りの代償〜』が公開されたが、さらに厳しい評価を受け、Rotten Tomatoesではわずか7%の評価を得た。2011年後半には、『トップ・ハット』の舞台版がイギリス各地でツアー公演を行った。近年のRKOの映画共同製作には、高評価を受けた『25年目の弦楽四重奏』（2012年）や、商業的に失敗した『ベアリー・リーサル』（2015年）がある。
ディナ・メリルが2017年5月に死去した2か月後、独立系プロデューサーのキース・パターソンがRKO、ハートリー、そして彼の副官であるメアリー・ベス・オコナーを訴えた。この訴訟は、『市民ケーン』を皮切りにRKO作品に基づく複数のテレビシリーズを製作する計画の崩壊に関するものだった。パターソンの訴えによると、オコナーはハートリーへのアクセスを管理しており、彼の死後にRKOとその知的財産を大幅な割引価格で取得するオプションを保持しているとされる。2022年11月時点で、98歳となったハートリーは画家としての趣味に関連した公開イベントに参加していた。
RKOピクチャーズは、2025年に5,000タイトル以上の派生権とともに、Concordの映画・テレビ部門に売却された。Concord Originalsの下で独自のインプリントとして運営され続けている。

## ライブラリー

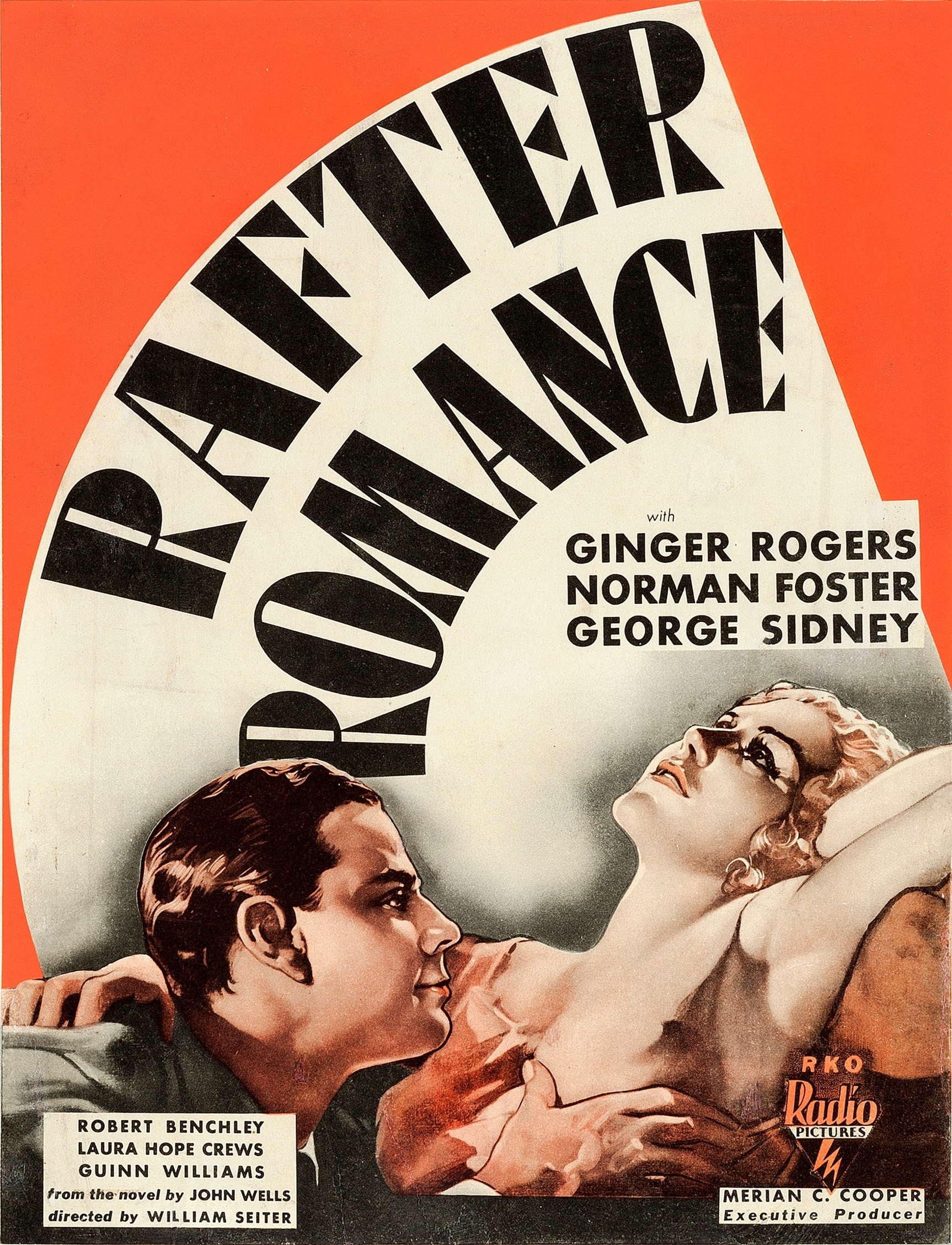
1933年の前コード時代の映画『ラフター・ロマンス』は、「失われた」映画の一つで、長らくメリアン・C・クーパーが所有していた。この映画は、ジンジャー・ロジャースがフレッド・アステアと初共演する4か月前に公開された。共演者ノーマン・フォスターは、その後、RKOで『恐怖への旅』（1943年）や『荒原の女』（1948年）の監督を務めた。

1989年から2025年まで、RKOピクチャーズLLCは、RKOラジオ・ピクチャーズ・インクの映画著作権、商標、そしてストーリーライブラリーを所有していた。そのライブラリーには500以上の脚本（リメイク、続編、前日譚を製作する権利を含む）と約900本の未製作脚本が含まれる。ただし、実際の映画やそのテレビ、ビデオ、劇場配給権は他の会社が管理している[n]。
1971年、RKOの映画ライブラリーの米国およびカナダにおけるテレビ放映権、ひいてはビデオ権も、保有していたトランスビーコン（C&Cテレビジョンの後継会社）が破産した際に競売にかけられた。この権利はユナイテッド・アーティスツ（UA）とマリアンB（MBI）の間で分割された。1984年、MBIは子会社のマリアン・ピクチャーズ（MBP）を設立し、RKOの権利をMBPに移管した。その2年後、ジェンコープの子会社であるRKOゼネラルとRKOピクチャーズがMBPの管理する権利を買い戻した。その間にユナイテッド・アーティスツはMGMに買収され、1986年、MGM/UAの膨大なライブラリーは新設されたターナー・エンターテインメント部門のためにターナー・ブロードキャスティング・システムに買収された。ターナーがRKO映画10本のカラー化を計画していると発表すると、ジェンコープは著作権侵害を主張して反発し、両社は訴訟を起こした。RKOピクチャーズがウェスレイの所有下にあった短期間の間に、ターナーはMBPを通じてRKOに戻った配給権の多くを取得し、C&Cが保持していた地域配給権も買収した。また、RKOの新オーナーたちはターナーにライブラリーのカラー化を進める許可を与えた。1989年初頭、ターナーは歴史的名作『市民ケーン』をカラー化すると宣言したが、ウェルズの鉄壁の創作契約を見直した結果、その計画は断念された。1996年10月、ターナーはタイム・ワーナーに統合された。現在、ワーナー・ブラザース・ディスカバリーとして、RKOライブラリーの大部分を所有し、北米での配給を管理している。2007年、ワーナーのターナー・クラシック・ムービーズチャンネルは、メリアン・クーパーが1946年の法的和解で元雇用主から取得し、その後税制優遇措置としてビジネスパートナーに譲渡した「失われた」RKO映画6本の権利を獲得した。
元々RKOが配給していたディズニー映画は、1940年のRKO製作による『新ロビンソン漂流記』を含め、ウォルト・ディズニー・カンパニーが完全に所有および管理している。この作品は1960年のリメイク『南海漂流』に先立ってディズニーが購入したものである。他の多くの独立系作品や注目すべき共同制作作品の権利は、新しい所有者に渡っている。サミュエル・ゴールドウィン作品のほとんどはその遺族が所有し、北米ではワーナー・ブラザース、国際的には現在パラマウント・スカイダンス・コーポレーションが49％の株式を保有するミラマックスが管理している。『素晴らしき哉、人生!』はフランク・キャプラのリバティ・フィルムズとの共同製作、『聖メリーの鐘』はレオ・マッケリーのレインボー・プロダクションズとの共同製作であり、どちらもパラマウント・グローバルが所有している。これは、バイアコムの前身が後のリパブリック・ピクチャーズを間接的に買収した結果である。『汚名』はRKOとデヴィッド・O・セルズニックのヴァンガード・フィルムズの共同製作であり、現在ディズニーが所有している。この作品は現在クライテリオン・コレクションにライセンスされている。一方、ウィリアム・ゲッツのインターナショナル・ピクチャーズ製作の『謎のストレンジャー』は1973年以来パブリックドメインとなっている。RKO自身が1930年から1931年に製作した18本の映画（『ディキシアナ』を含む）はパブリックドメイン化された。さらに、後年の自社製作作品のいくつかもパブリックドメインとなっており、『南海の劫火』、『痴人の愛』、『邂逅』、『ノートルダムの傴僂男』などの著名な作品も含まれる。1956年初頭、ハワード・ヒューズは『ジェット・パイロット』や『征服者』を愛し、RKOテレラジオからこれらの作品と、『ならず者』（1943年）を買い戻した。後者はヒューズがRKOを買収する前に独自に製作・販売した作品である。ただし、ヒューズは『ならず者』の著作権を更新しなかったため、この作品は現在パブリックドメインとなっている。1979年、ヒューズの死から3年後にユニバーサルが『征服者』の権利を取得した。

## ロゴ
1929年から1957年にかけてRKOピクチャーズが配給した多くの映画には、スタジオの有名な商標「トランスミッター」を特徴とするオープニングロゴが表示されている。このロゴは回転する地球とラジオ塔を描いており、ニコラ・テスラが発明した巨大な電気増幅器、テスラコイルのためにコロラド州に建てられた高さ200-フート (61 m)の塔から着想を得たとされる。ロゴに描かれたRKOタワーは、長年にわたってモールス符号で「A Radio Picture」を発信していたが、第二次世界大戦中の一時期は「V for Victory」に置き換えられていた。オーソン・ウェルズはこの「トランスミッター」をお気に入りの古いロゴとして挙げ、「それがしばしば信頼できる前兆であっただけでなく、聞くことを思い出させてくれる」と述べている。
RKOパテの映画ではラジオ塔の代わりに、パテブランドの象徴である雄鶏が登場し、足元で地球が回転しているのが描かれた。クロージングロゴには逆三角形に雷のような稲妻が描かれており、これも広く知られた商標だった。
ディズニーやゴールドウィンの作品では、トランスミッターではなく、メインタイトルの一部としてカラフルなバージョンのRKOクロージングロゴが使われることが多かった。長年にわたり、これらの映画の再上映版ではディズニー/ブエナ・ビスタやMGM/ゴールドウィンのロゴがRKOのマークに置き換えられていたが、多くのDVD版ではオリジナルのロゴが復元された。
1990年代、ハートリー＝メリル体制下のRKOピクチャーズは「トランスミッター」のCGI版を新たに制作した。このバージョンはクラシックなロゴの現代的な解釈として注目された。

## 主な作品

### 1930年代
- シマロン
- キング・コング
- ヴァン・ビューレンのトムとジェリー
- 男の敵
- コンチネンタル/離婚協奏曲
- トップ・ハット
- 有頂天時代
- 赤ちゃん教育
- 若草物語
- 南海の劫火
- 痴人の愛
- ロバータ
- 乙女よ嘆くな
- 白雪姫
- 邂逅

### 1940年代
- 断崖
- ピノキオ
- ファンタジア
- リラクタント・ドラゴン
- ダンボ
- 汚名
- バンビ
- ラテン・アメリカの旅
- 三人の騎士
- 聖メリーの鐘
- メイク・マイン・ミュージック
- 南部の唄
- 市民ケーン
- ファン・アンド・ファンシーフリー
- 偉大なるアンバーソン家の人々
- 素晴らしき哉、人生!
- メロディ・タイム
- 夜の人々
- 十字砲火
- イカボードとトード氏
- ルーム・サーヴィス
- キャット・ピープル
- アパッチ砦
- 我等の生涯の最良の年
- 黄色いリボン

### 1950年代
- シンデレラ
- 幌馬車
- 宝島
- ふしぎの国のアリス
- 口紅殺人事件
- ピーター・パン
- 条理ある疑いの彼方に
- 裸者と死者

### 1990年代以降
- マイティ・ジョー
- シェイド
- ダウト 〜偽りの代償〜
- 25年目の弦楽四重奏
- ベアリー・リーサル